# Madrid
Madrid ou Madri (apenas em português brasileiro) (em castelhano: Madrid AFI: [maˈðɾið], localmente: [maˈðɾiθ, -ˈðɾi]) é a capital e a maior cidade da Espanha. Em 2021 o município tinha 3 305 408 habitantes e a sua área metropolitana tinha cerca de 6,8 milhões de habitantes. É a segunda maior cidade da União Europeia (UE), depois de Berlim, e sua área metropolitana é a segunda maior da UE, depois de Paris. A área urbana da capital espanhola abrange um total de 604,3 de km2.
A cidade está localizada nas margens do rio Manzanares, no centro do país e da Comunidade de Madrid (que compreende a cidade de Madrid, a sua área urbana e seus subúrbios); esta comunidade faz fronteira com as comunidades autônomas de Castela e Leão e de Castela-Mancha. Como capital nacional, sede do governo e residência do monarca espanhol, Madrid é também o centro político, econômico e cultural da Espanha. O atual prefeito é José Luis Martínez-Almeida, do Partido Popular (PP). A cidade abriga a sede da Organização Mundial do Turismo (OMT) — pertencente à Organização das Nações Unidas (ONU), da Organização dos Estados Ibero-Americanos (OEI) e do Public Interest Oversight Board (PIOB). Madrid também abriga importantes instituições internacionais reguladoras da língua espanhola, como a Real Academia Espanhola (RAE) e o Instituto Cervantes.
A metrópole espanhola tem o terceiro maior produto interno bruto (PIB) entre as cidades da União Europeia e sua influência em política, educação, entretenimento, meio ambiente, mídia, moda, ciência, cultura e artes contribui para o seu estatuto como um dos principais centros urbanos do mundo. Devido à sua produção econômica, ao alto padrão de vida e ao tamanho do seu mercado consumidor, Madrid é considerada o maior centro financeiro do Sul da Europa e da Península Ibérica, além de sediar a grande maioria das principais empresas espanholas, como Telefónica, Repsol e Iberia. Madrid é a décima cidade mais habitável do mundo segundo a classificação de 2010 da revista Monocle, além de ter sido considerada uma das 12 cidades mais verdes da Europa no mesmo ano.
Apesar de possuir uma infraestrutura moderna, a cidade preservou muitos dos seus bairros e ruas históricas. Entre os seus marcos estão o Palácio Real de Madrid; o Teatro Real; o Parque do Retiro, fundado em 1631; o edifício da Biblioteca Nacional da Espanha, fundada em 1712; vários museus nacionais e o chamado "Triângulo de Ouro da Arte", localizado ao longo do Paseo del Prado e composto por três importantes museus de arte: o Museu do Prado, o Museu Rainha Sofia e o Museu Thyssen-Bornemisza. A Praça de Cibeles também se tornou um dos principais símbolos da cidade.

## Etimologia
Durante o reinado de Maomé I de Córdova, foi construído o Real Alcázar de Madrid onde hoje está localizado o Palácio Real de Madrid. Em torno desse edifício desenvolveu-se uma povoação moura de poucos habitantes chamada al-Mudaina, onde corria o rio Manzanares, que era chamado pelos muçulmanos de al-Majrīṭ (em árabe: المجريط, "fonte de água"). O nome evoluiu para Majerit e mais tarde transformou-se em Madrid.[carece de fontes?]

## História

### Idade Média e Moderna
Embora o local da moderna Madri tenha sido ocupado desde os tempos pré-históricos, e existam vestígios arqueológicos do assentamento de carpetanos, vilas romanas, uma basílica visigótica perto da igreja de Santa María de la Almudena e três necrópoles dos visigodos perto de Casa de Campo, Tetúan e Vicálvaro, o primeiro documento histórico sobre a existência de um assentamento estabelecido em Madrid data da era muçulmana. Na segunda metade do século IX, o emir de Córdova, Maomé I, construiu uma fortaleza em um promontório perto do rio Manzanares.
Em torno dessa fortaleza, desenvolveu-se uma povoação de poucos habitantes chamada al-Mudaina. A povoação foi conquistada em 1085 pelo rei Afonso VI de Leão, na investida militar que visava a chegar à cidade de Toledo. A mesquita foi adaptada e passou a ser uma igreja dedicada à Nossa Senhora de Almudena (almudin, o celeiro). Em 1329, as Cortes Generales instalaram-se na cidade aquando da estada de Afonso XI de Castela. Sefarditas e mouros puderam permanecer na cidade, tendo sido expulsos mais tarde no século XV.
Após um grande incêndio que destruiu parcialmente a cidade, o rei Henrique III de Castela (1379–1406) ordenou sua reconstrução; o monarca ficou instalado num palácio no exterior da cidade, El Pardo. O Reino de Castela, cuja capital era Toledo, e o de Aragão, com a capital em Saragoça, uniram-se formando a Espanha devido ao casamento dos Reis Católicos (Isabel de Castela e Fernando II de Aragão). Em 1561, o rei Filipe II (r. 1527–1598) mudou a corte de Sevilha para Madrid, tornando a cidade na capital de Espanha, apesar de não ter havido uma cerimónia que assinalasse esse facto. Sevilha continuava a controlar todo o comércio das colónias espanholas, mas Madrid controlava Sevilha. Salvo um período, entre 1601–1606, em que o rei Filipe III transferiu a capitalidade para Valhadolide, Madrid foi até hoje a capital de Espanha.[carece de fontes?]
Durante o Siglo de Oro (Século de Ouro), fim do século XVI e o princípio do século XVII, Madrid era uma capital diferente das grandes capitais europeias, tanto em termos de população, que era bastante pequena para a importância da cidade, como também em termos económicos; a economia madrilena dependia principalmente das Cortes, não existindo outras actividades económica relevantes.

### Período contemporâneo

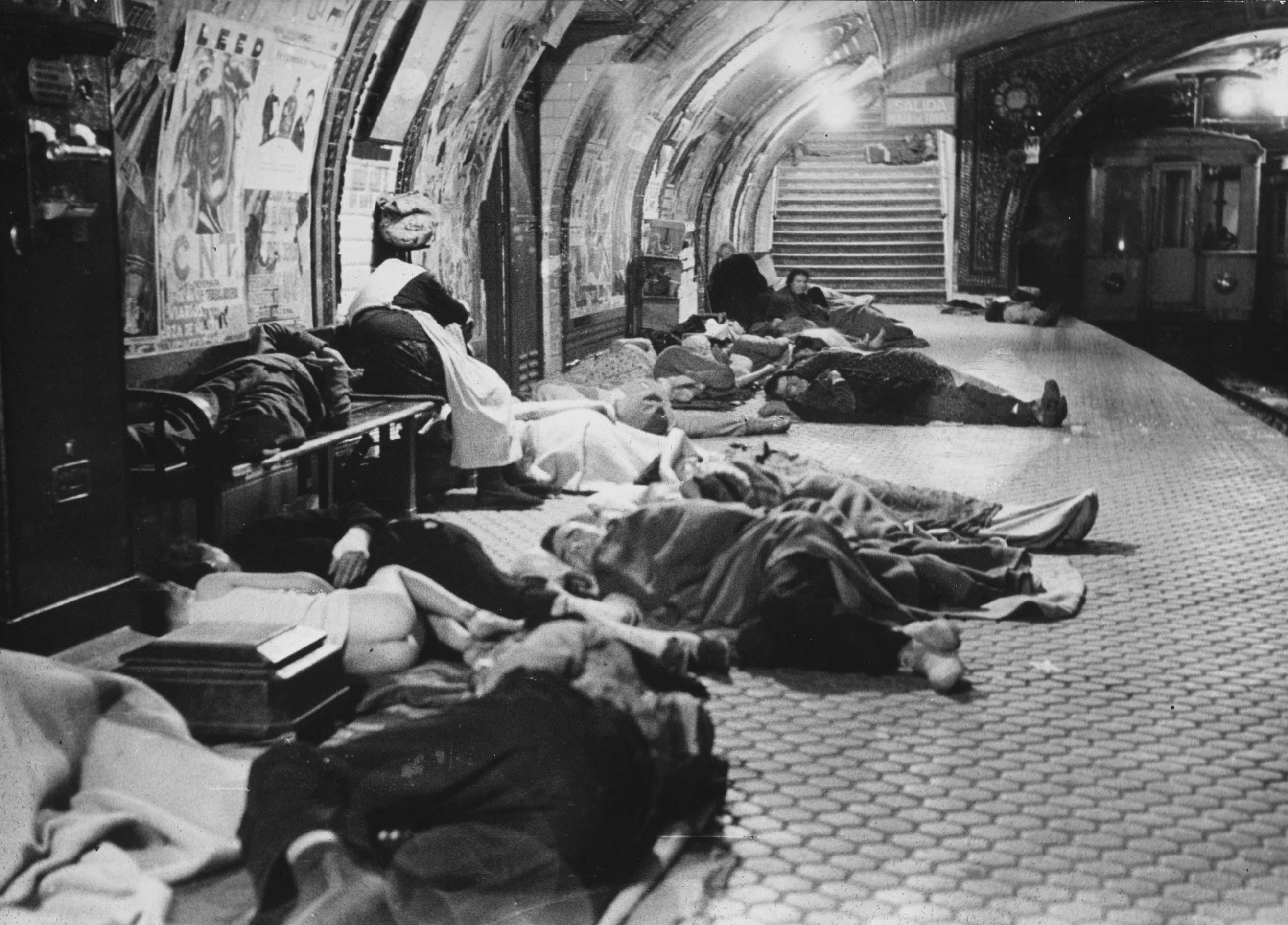
Pessoas que buscam refúgio no metrô durante os atentados franquistas malsucedidos em Madri durante a Guerra Civil Espanhola

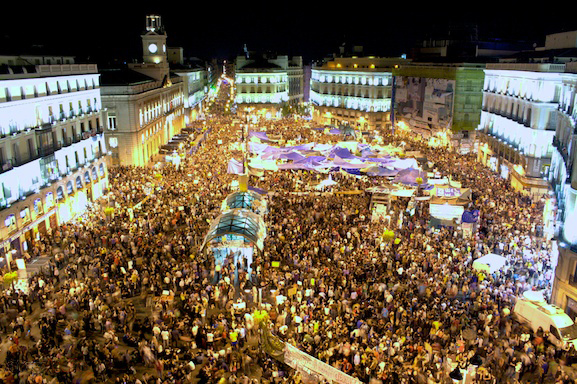
Protestos antiausteridade na Porta do Sol em 2011

No final do século XIX, a rainha Isabel II não conseguiu acabar com a tensão política, o que culminou na Primeira República Espanhola. A república durou apenas dois anos, voltando-se novamente à monarquia. Mas a situação política não era estável e, em 1931, iniciou-se a Segunda República Espanhola; a esta, seguiu-se a Guerra Civil Espanhola (1936–1939).
Madrid sofreu muito com a guerra; as ruas da cidade eram autênticos campos de batalha por esta ser um dos principais núcleos republicanos em Espanha. Durante esta guerra, foi alvo dos primeiros bombardeamentos aéreos contra civis da história da Humanidade. Mais tarde, já durante a ditadura de Francisco Franco, principalmente na década de 1960, o sul de Madrid tornou-se numa área muito industrializada e assistiu-se a um êxodo rural a grande escala que fez disparar a população da cidade.
Após a morte de Franco, os novos partidos políticos (incluindo os militantes de esquerda e os republicanos) aceitaram o desejo de Franco de ser sucedido pelo legítimo herdeiro ao trono de Espanha, Juan Carlos I, para que a estabilidade e democracia tivessem continuidade. Desta forma, culminou-se na actual situação política espanhola, uma monarquia constitucional, cuja capital é Madrid. A prosperidade da década de 1980 fez com que a cidade consolidasse a sua posição no que diz respeito à economia, indústria, cultura, educação e tecnologia na Península Ibérica.
A 11 de março de 2004, a cidade sofreu uma série de atentados com mochilas bombas em quatro comboios da rede Cercanías Madrid. Os atentados, os maiores sofridos em Espanha e na União Europeia, levaram a vida a 191 pessoas e deixaram mais de 1 900 feridas.
Três anos após esse episódio, os reis de Espanha inauguraram, na praça Carlos V, um monumento comemorativo dedicado às vítimas do atentado. Em 2006, Madrid foi palco de mais um atentado terrorista, desta vez no Aeroporto Madrid-Barajas, com autoria do ETA. Tirou a vida a duas pessoas e feriu outras 19.

## Geografia

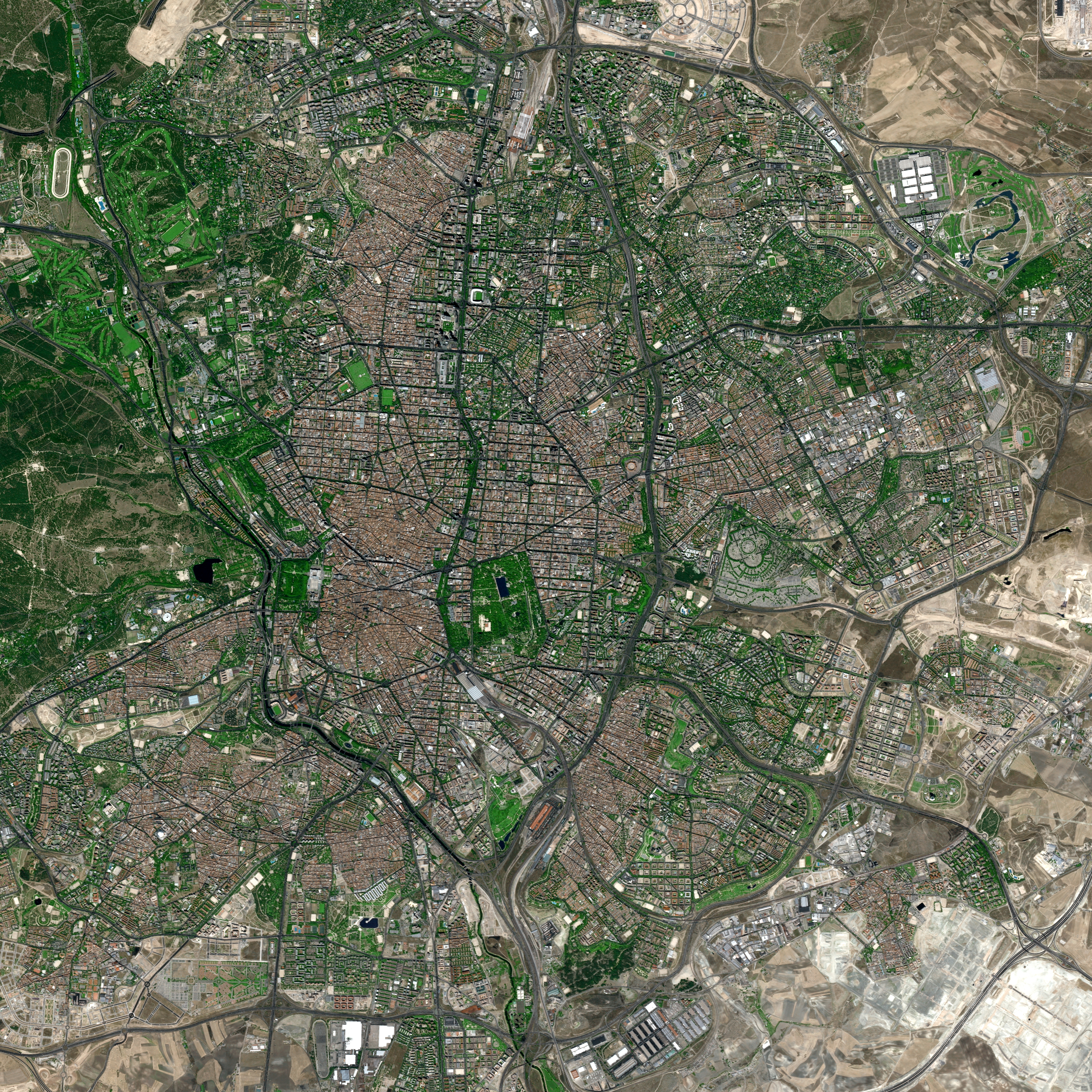
Imagem de satélite de Madrid

A cidade de Madrid encontra-se na zona central da Península Ibérica, a poucos quilómetros a norte do Cerro de los Ángeles, centro geográfico desta. As coordenadas da cidade são 40°26′ N 3°41′ O, e a sua altura média acima do nível do mar é de 667 m; situa-se a poucos quilómetros da serra de Guadarrama e, hidrograficamente, encontra-se na bacia do rio Tejo.[carece de fontes?]
O curso de água principal de Madrid é o rio Manzanares, que entra no município através do Monte del Pardo alimentando a barragem com o mesmo nome. Nele confluem também águas de algumas ribeiras como por exemplo a de Manina e a de Tejada. Passado o percurso campestre do rio, este entra na cidade pela zona da Cidade Universitária, entrando depois nos terrenos da Casa de Campo, onde recebe as águas da ribeira de Meaques. O percurso do rio serve de fronteiras a muitos dos distritos da cidade. Entre os distritos de Arganzuela e Puente de Vallecas, recebe o caudal da ribeira de Abroñigal; também recebe as águas da ribeira de Butarque, no distrito de Villaverde. À saída da cidade, o rio entra no extremo oriental do município de Getafe, onde recebe as águas da ribeira de Culebro; pouco depois o rio desagua no rio Jarama.[carece de fontes?]
O clima de Madrid pode ser definido como mediterrânico continentalizado com um regime de chuvas estepário. Os invernos são frios com geadas frequentes e neve rara. Os verões são cálidos e secos com temperaturas máximas que muitas vezes superam os 35 °C. As precipitações são escassas, mas bem distribuídas em todo o ano. A temperatura média máxima anual é de 19,5 °C e a mínima anual de 9,5 °C. janeiro é o mês mais frio com temperaturas que oscilam entre 3–10 °C e julho o mais quente (19–32 °C). A quantidade média de chuva recolhida num ano é de 430 mm.[carece de fontes?]
| Dados climatológicos para Madrid (Parque Buen Retiro, 667 m) (1981–2010) | Dados climatológicos para Madrid (Parque Buen Retiro, 667 m) (1981–2010) | Dados climatológicos para Madrid (Parque Buen Retiro, 667 m) (1981–2010) | Dados climatológicos para Madrid (Parque Buen Retiro, 667 m) (1981–2010) | Dados climatológicos para Madrid (Parque Buen Retiro, 667 m) (1981–2010) | Dados climatológicos para Madrid (Parque Buen Retiro, 667 m) (1981–2010) | Dados climatológicos para Madrid (Parque Buen Retiro, 667 m) (1981–2010) | Dados climatológicos para Madrid (Parque Buen Retiro, 667 m) (1981–2010) | Dados climatológicos para Madrid (Parque Buen Retiro, 667 m) (1981–2010) | Dados climatológicos para Madrid (Parque Buen Retiro, 667 m) (1981–2010) | Dados climatológicos para Madrid (Parque Buen Retiro, 667 m) (1981–2010) | Dados climatológicos para Madrid (Parque Buen Retiro, 667 m) (1981–2010) | Dados climatológicos para Madrid (Parque Buen Retiro, 667 m) (1981–2010) | Dados climatológicos para Madrid (Parque Buen Retiro, 667 m) (1981–2010) |
| Mês                                                                      | Jan                                                                      | Fev                                                                      | Mar                                                                      | Abr                                                                      | Mai                                                                      | Jun                                                                      | Jul                                                                      | Ago                                                                      | Set                                                                      | Out                                                                      | Nov                                                                      | Dez                                                                      | Ano                                                                      |
| ------------------------------------------------------------------------ | ------------------------------------------------------------------------ | ------------------------------------------------------------------------ | ------------------------------------------------------------------------ | ------------------------------------------------------------------------ | ------------------------------------------------------------------------ | ------------------------------------------------------------------------ | ------------------------------------------------------------------------ | ------------------------------------------------------------------------ | ------------------------------------------------------------------------ | ------------------------------------------------------------------------ | ------------------------------------------------------------------------ | ------------------------------------------------------------------------ | ------------------------------------------------------------------------ |
| Temperatura máxima média (°C)                                            | 9,8                                                                      | 12                                                                       | 16,3                                                                     | 18,2                                                                     | 22,2                                                                     | 28,2                                                                     | 32,1                                                                     | 31,3                                                                     | 26,4                                                                     | 19,4                                                                     | 13,5                                                                     | 10                                                                       | 19,9                                                                     |
| Temperatura média (°C)                                                   | 6,3                                                                      | 7,9                                                                      | 11,2                                                                     | 12,9                                                                     | 16,7                                                                     | 22,2                                                                     | 25,6                                                                     | 25,1                                                                     | 20,9                                                                     | 15,1                                                                     | 9,9                                                                      | 6,9                                                                      | 15                                                                       |
| Temperatura mínima média (°C)                                            | 2,7                                                                      | 3,7                                                                      | 6,2                                                                      | 7,7                                                                      | 11,3                                                                     | 16,1                                                                     | 19                                                                       | 18,8                                                                     | 15,4                                                                     | 10,7                                                                     | 6,3                                                                      | 3,6                                                                      | 10,1                                                                     |
| Precipitação (mm)                                                        | 33                                                                       | 35                                                                       | 25                                                                       | 45                                                                       | 51                                                                       | 21                                                                       | 12                                                                       | 10                                                                       | 22                                                                       | 60                                                                       | 58                                                                       | 51                                                                       | 421                                                                      |
| Dias com precipitação (≥ 1 mm)                                           | 6                                                                        | 5                                                                        | 4                                                                        | 7                                                                        | 7                                                                        | 3                                                                        | 2                                                                        | 2                                                                        | 3                                                                        | 7                                                                        | 7                                                                        | 7                                                                        | 59                                                                       |
| Insolação (h)                                                            | 148                                                                      | 157                                                                      | 214                                                                      | 231                                                                      | 272                                                                      | 310                                                                      | 359                                                                      | 335                                                                      | 261                                                                      | 198                                                                      | 157                                                                      | 124                                                                      | 2 769                                                                    |
| Fonte: Agencia Estatal de Meteorología                                   |                                                                          |                                                                          |                                                                          |                                                                          |                                                                          |                                                                          |                                                                          |                                                                          |                                                                          |                                                                          |                                                                          |                                                                          |                                                                          |

| Dados climatológicos para Madrid (Aeroporto de Madrid-Barajas, 609m) (1981–2010) | Dados climatológicos para Madrid (Aeroporto de Madrid-Barajas, 609m) (1981–2010) | Dados climatológicos para Madrid (Aeroporto de Madrid-Barajas, 609m) (1981–2010) | Dados climatológicos para Madrid (Aeroporto de Madrid-Barajas, 609m) (1981–2010) | Dados climatológicos para Madrid (Aeroporto de Madrid-Barajas, 609m) (1981–2010) | Dados climatológicos para Madrid (Aeroporto de Madrid-Barajas, 609m) (1981–2010) | Dados climatológicos para Madrid (Aeroporto de Madrid-Barajas, 609m) (1981–2010) | Dados climatológicos para Madrid (Aeroporto de Madrid-Barajas, 609m) (1981–2010) | Dados climatológicos para Madrid (Aeroporto de Madrid-Barajas, 609m) (1981–2010) | Dados climatológicos para Madrid (Aeroporto de Madrid-Barajas, 609m) (1981–2010) | Dados climatológicos para Madrid (Aeroporto de Madrid-Barajas, 609m) (1981–2010) | Dados climatológicos para Madrid (Aeroporto de Madrid-Barajas, 609m) (1981–2010) | Dados climatológicos para Madrid (Aeroporto de Madrid-Barajas, 609m) (1981–2010) | Dados climatológicos para Madrid (Aeroporto de Madrid-Barajas, 609m) (1981–2010) |
| Mês                                                                              | Jan                                                                              | Fev                                                                              | Mar                                                                              | Abr                                                                              | Mai                                                                              | Jun                                                                              | Jul                                                                              | Ago                                                                              | Set                                                                              | Out                                                                              | Nov                                                                              | Dez                                                                              | Ano                                                                              |
| -------------------------------------------------------------------------------- | -------------------------------------------------------------------------------- | -------------------------------------------------------------------------------- | -------------------------------------------------------------------------------- | -------------------------------------------------------------------------------- | -------------------------------------------------------------------------------- | -------------------------------------------------------------------------------- | -------------------------------------------------------------------------------- | -------------------------------------------------------------------------------- | -------------------------------------------------------------------------------- | -------------------------------------------------------------------------------- | -------------------------------------------------------------------------------- | -------------------------------------------------------------------------------- | -------------------------------------------------------------------------------- |
| Temperatura máxima média (°C)                                                    | 10,7                                                                             | 13                                                                               | 17                                                                               | 18,7                                                                             | 23,1                                                                             | 29,5                                                                             | 33,5                                                                             | 32,8                                                                             | 27,9                                                                             | 21                                                                               | 14,8                                                                             | 10,9                                                                             | 21,1                                                                             |
| Temperatura média (°C)                                                           | 5,5                                                                              | 7,1                                                                              | 10,2                                                                             | 12,2                                                                             | 16,2                                                                             | 21,7                                                                             | 25,2                                                                             | 24,7                                                                             | 20,5                                                                             | 14,8                                                                             | 9,4                                                                              | 6,2                                                                              | 14,5                                                                             |
| Temperatura mínima média (°C)                                                    | 0,2                                                                              | 1,2                                                                              | 3,5                                                                              | 5,7                                                                              | 9,3                                                                              | 13,9                                                                             | 16,8                                                                             | 16,5                                                                             | 13,1                                                                             | 8,7                                                                              | 4,1                                                                              | 1,4                                                                              | 7,9                                                                              |
| Precipitação (mm)                                                                | 29                                                                               | 32                                                                               | 22                                                                               | 38                                                                               | 44                                                                               | 22                                                                               | 9                                                                                | 10                                                                               | 24                                                                               | 51                                                                               | 49                                                                               | 42                                                                               | 371                                                                              |
| Dias com precipitação (≥ 1 mm)                                                   | 5                                                                                | 5                                                                                | 4                                                                                | 6                                                                                | 7                                                                                | 4                                                                                | 2                                                                                | 2                                                                                | 3                                                                                | 7                                                                                | 6                                                                                | 6                                                                                | 55                                                                               |
| Insolação (h)                                                                    | 144                                                                              | 168                                                                              | 224                                                                              | 226                                                                              | 258                                                                              | 310                                                                              | 354                                                                              | 329                                                                              | 258                                                                              | 199                                                                              | 151                                                                              | 128                                                                              | 2 749                                                                            |
| Fonte: Agencia Estatal de Meteorología                                           |                                                                                  |                                                                                  |                                                                                  |                                                                                  |                                                                                  |                                                                                  |                                                                                  |                                                                                  |                                                                                  |                                                                                  |                                                                                  |                                                                                  |                                                                                  |

| Dados climatológicos para Madrid (Aeroporto de Cuatro Vientos, 690m) (1981–2010) | Dados climatológicos para Madrid (Aeroporto de Cuatro Vientos, 690m) (1981–2010) | Dados climatológicos para Madrid (Aeroporto de Cuatro Vientos, 690m) (1981–2010) | Dados climatológicos para Madrid (Aeroporto de Cuatro Vientos, 690m) (1981–2010) | Dados climatológicos para Madrid (Aeroporto de Cuatro Vientos, 690m) (1981–2010) | Dados climatológicos para Madrid (Aeroporto de Cuatro Vientos, 690m) (1981–2010) | Dados climatológicos para Madrid (Aeroporto de Cuatro Vientos, 690m) (1981–2010) | Dados climatológicos para Madrid (Aeroporto de Cuatro Vientos, 690m) (1981–2010) | Dados climatológicos para Madrid (Aeroporto de Cuatro Vientos, 690m) (1981–2010) | Dados climatológicos para Madrid (Aeroporto de Cuatro Vientos, 690m) (1981–2010) | Dados climatológicos para Madrid (Aeroporto de Cuatro Vientos, 690m) (1981–2010) | Dados climatológicos para Madrid (Aeroporto de Cuatro Vientos, 690m) (1981–2010) | Dados climatológicos para Madrid (Aeroporto de Cuatro Vientos, 690m) (1981–2010) | Dados climatológicos para Madrid (Aeroporto de Cuatro Vientos, 690m) (1981–2010) |
| Mês                                                                              | Jan                                                                              | Fev                                                                              | Mar                                                                              | Abr                                                                              | Mai                                                                              | Jun                                                                              | Jul                                                                              | Ago                                                                              | Set                                                                              | Out                                                                              | Nov                                                                              | Dez                                                                              | Ano                                                                              |
| -------------------------------------------------------------------------------- | -------------------------------------------------------------------------------- | -------------------------------------------------------------------------------- | -------------------------------------------------------------------------------- | -------------------------------------------------------------------------------- | -------------------------------------------------------------------------------- | -------------------------------------------------------------------------------- | -------------------------------------------------------------------------------- | -------------------------------------------------------------------------------- | -------------------------------------------------------------------------------- | -------------------------------------------------------------------------------- | -------------------------------------------------------------------------------- | -------------------------------------------------------------------------------- | -------------------------------------------------------------------------------- |
| Temperatura máxima média (°C)                                                    | 10,4                                                                             | 12,5                                                                             | 16,5                                                                             | 18,3                                                                             | 22,6                                                                             | 28,9                                                                             | 32,8                                                                             | 32,2                                                                             | 27,3                                                                             | 20,4                                                                             | 14,3                                                                             | 10,7                                                                             | 20,6                                                                             |
| Temperatura média (°C)                                                           | 6                                                                                | 7,6                                                                              | 10,8                                                                             | 12,6                                                                             | 16,5                                                                             | 22,2                                                                             | 25,6                                                                             | 25,1                                                                             | 21                                                                               | 15,2                                                                             | 9,8                                                                              | 6,7                                                                              | 14,9                                                                             |
| Temperatura mínima média (°C)                                                    | 1,6                                                                              | 2,7                                                                              | 5,1                                                                              | 6,8                                                                              | 10,4                                                                             | 15,4                                                                             | 18,3                                                                             | 18,1                                                                             | 14,6                                                                             | 9,9                                                                              | 5,4                                                                              | 2,7                                                                              | 9,3                                                                              |
| Precipitação (mm)                                                                | 34                                                                               | 35                                                                               | 25                                                                               | 43                                                                               | 50                                                                               | 25                                                                               | 12                                                                               | 11                                                                               | 24                                                                               | 60                                                                               | 57                                                                               | 53                                                                               | 428                                                                              |
| Dias com precipitação (≥ 1 mm)                                                   | 6                                                                                | 5                                                                                | 4                                                                                | 7                                                                                | 7                                                                                | 3                                                                                | 2                                                                                | 1                                                                                | 3                                                                                | 7                                                                                | 7                                                                                | 7                                                                                | 59                                                                               |
| Insolação (h)                                                                    | 158                                                                              | 173                                                                              | 221                                                                              | 238                                                                              | 280                                                                              | 316                                                                              | 364                                                                              | 335                                                                              | 250                                                                              | 203                                                                              | 161                                                                              | 135                                                                              | 2 840                                                                            |
| Fonte: Agencia Estatal de Meteorología                                           |                                                                                  |                                                                                  |                                                                                  |                                                                                  |                                                                                  |                                                                                  |                                                                                  |                                                                                  |                                                                                  |                                                                                  |                                                                                  |                                                                                  |                                                                                  |

## Demografia
| Evolução 1897–2005 [carece de fontes?] | Evolução 1897–2005 [carece de fontes?] | Evolução 1897–2005 [carece de fontes?] | Evolução 1897–2005 [carece de fontes?] |
| -------------------------------------- | -------------------------------------- | -------------------------------------- | -------------------------------------- |
| Ano                                    | Município                              | Província                              | Percentagem                            |
| 1897                                   | 542 739                                | 730 807                                | 74,27                                  |
| 1900                                   | 575 675                                | 773 011                                | 74,47                                  |
| 1910                                   | 614 322                                | 831 254                                | 73,90                                  |
| 1920                                   | 823 711                                | 1 048 908                              | 78,53                                  |
| 1930                                   | 1 041 767                              | 1 290 445                              | 80,73                                  |
| 1940                                   | 1 322 835                              | 1 574 134                              | 84,04                                  |
| 1950                                   | 1 553 338                              | 1 823 418                              | 85,19                                  |
| 1960                                   | 2 177 123                              | 2 510 217                              | 86,73                                  |
| 1970                                   | 3 120 941                              | 3 761 348                              | 82,97                                  |
| 1981                                   | 3 158 818                              | 4 686 895                              | 67,40                                  |
| 1986                                   | 3 058 812                              | 4 780 572                              | 63,98                                  |
| 1991                                   | 3 010 492                              | 4 647 555                              | 64,78                                  |
| 1996                                   | 2 866 850                              | 5 022 289                              | 57,08                                  |
| 2001                                   | 2 938 723                              | 5 423 384                              | 54,19                                  |
| 2005                                   | 3 155 359                              | 5 964 143                              | 52,90                                  |

A população de Madrid começou a crescer significativamente desde que a cidade se tornou a capital nacional. Esse grande crescimento demográfico foi mais evidente entre os anos de 1940 a 1970, devido à migração doméstica e imigração internacional. Porém, na década de 1970 o crescimento da população madrilena estagnou; esse fenómeno, que também afectou a cidade de Barcelona, foi causado pelo desenvolvimento de subúrbios satélites no centro da cidade. A 1 de julho de 2005, a população de Madrid estava quantificada em 3 155 359 de habitantes.[carece de fontes?]
Em 2004 registaram-se 32 851 nascimentos na cidade de Madrid, o que deu a entender que esse parâmetro estava em crescimento em relação ao ano anterior. Nos últimos anos o número de nascimentos na região cresceu gradualmente. A taxa de natalidade situa-se nos 10,38 pontos. Em 2004 registaram-se 26 527 óbitos na cidade de Madrid, o que deu a entender que esse parâmetro estava em crescimento em relação ao ano anterior; contudo, manteve-se abaixo dos valores registados em 2000, 2001 e 2002. A taxa de mortalidade situava-se nos 8,38 pontos.[carece de fontes?]
Os nativos da cidade são chamados madrileños. No passado também eram apelidados de "gatos", porém atualmente a vasta maioria dos espanhóis não reconhece esse termo. A sua origem possivelmente veio da lenda popular de que a conquista da cidade por Afonso VI foi conseguida pelo assalto das paredes que protegiam a cidade. Aparentemente as tropas do Reino de Castela escalaram as paredes defensivas como se fossem gatos. Outra origem para o nome pode ter sido do facto de os moradores da cidade, durante a Idade Média, terem sido conhecidos pela sua habilidade de escalar paredes com as próprias mãos.

### Imigração
Segundo um censo realizado em 2006 a população estrangeira residente em Madrid era de 508 141 habitantes, ou seja 13,57% do total da população da cidade. Os distritos com mais imigrantes são o Centro (27,22%), Tetuán (19,58%), Carabanchel (17,34) e Usera (16,29%). Os distritos com menor população imigrante são Moratalaz (7,63%), Fuencarral-El Pardo (8,43%), Retiro (8,75%) e Hortaleza (8,84%). A maioria destas pessoas provém da América Latina, Europa, Ásia e Norte da África.[carece de fontes?]
Os maiores grupos de imigrantes são de antigas colônias espanholas: equatorianos (83 967), marroquinos (51 300), colombianos (37 218) e peruanos (32 791),além dos chineses (48 973). Existem também outras comunidades importantes tais como a guineense-equatorial, romena e filipina.[carece de fontes?]

## Governo e política

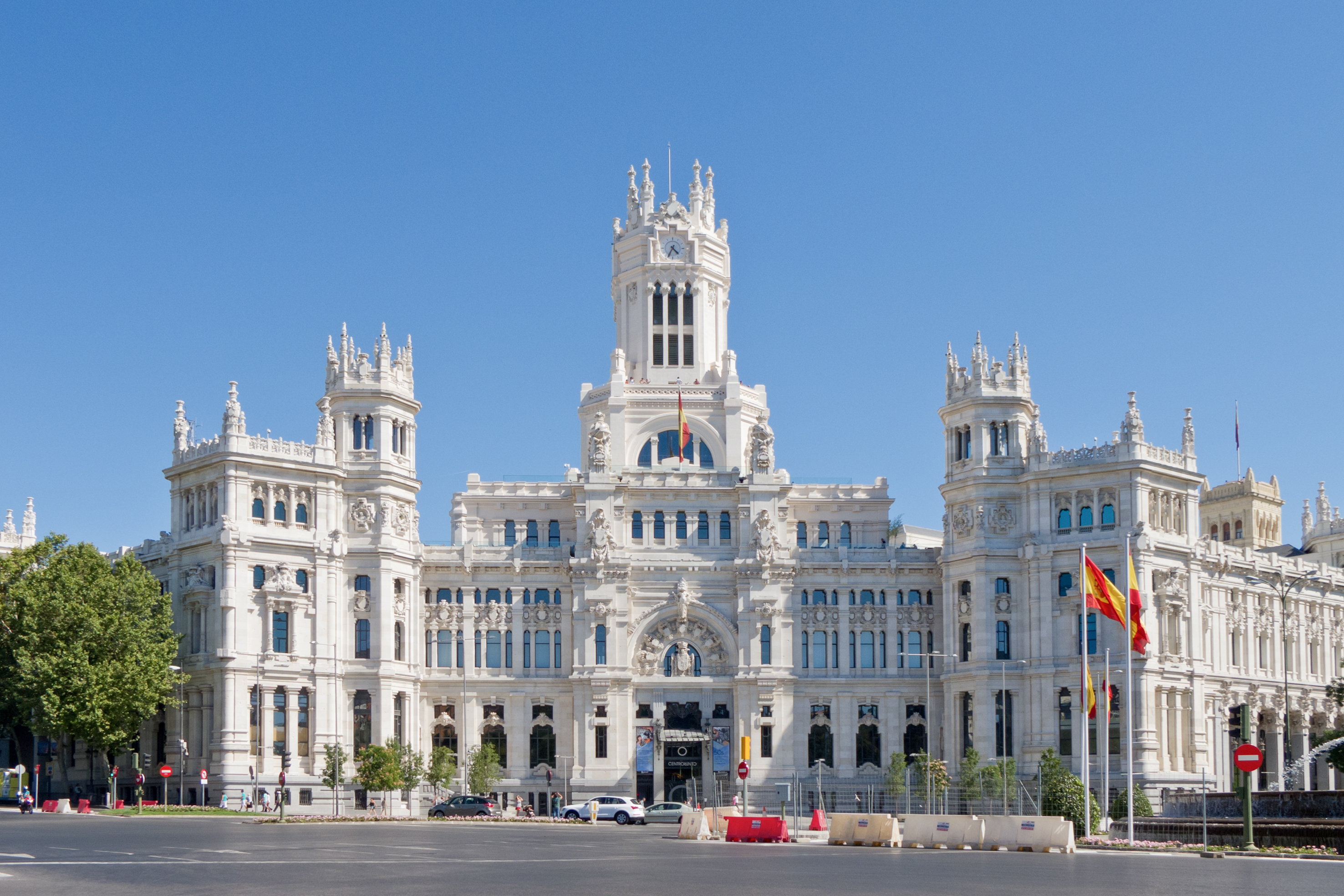
Palácio Cibeles: a sede da prefeitura e um monumento icônico da cidade, localizado na Praça de Cibeles

O Ayuntamiento (equivalente à câmara municipal ou prefeitura) é composto por 52 membros, sendo um deles o presidente da câmara (equivalente ao prefeito), cargo ocupado por Manuela Carmena, desde junho de 2015. Carmena foi indicada pelo Podemos para liderar a coalizão Ahora Madrid, formada por outros pequenos partidos de esquerda e movimentos cidadãos. Ela, que é uma juíza de 71 anos, foi referendada pelos participantes da coalizão em um processo aberto de votação.
O Plenário do Conselho é o órgão de representação política dos cidadãos no governo municipal. Algumas de suas atribuições são: questões fiscais, eleições, deposição do Presidente da Câmara, aprovação e modificação de leis e regulamentos, aprovação dos orçamentos, gestão de serviços, participação em organizações supramunicipais, entre outros. Atualmente, a equipe do prefeito consiste no vice-prefeito e em oito secretários, que formam o Co de delegados Comitê Executivo Municipal.

### Cidades-irmãs
Lista de cidades-irmãs e parceiras de Madrid:
| - Abu Dabi, Emirados Árabes Unidos - Assunção, Paraguai - Pequim, China - Berlim, Alemanha - Bogotá, Colômbia - Bordéus, França - Bruxelas, Bélgica - Budapeste, Hungria - Buenos Aires, Argentina - Caracas, Venezuela - Cidade da Guatemala, Guatemala - Havana, Cuba - La Paz, Bolívia | - Lima, Peru - Lisboa, Portugal - Manágua, Nicarágua - Manila, Filipinas - Cidade do México, México - Montevidéu, Uruguai - Moscou, Rússia - Nova Iorque, Estados Unidos - Nuaquexote, Mauritânia - Cidade do Panamá, Panamá - Paris, França - Quito, Equador - Praga, República Tcheca | - Rabat, Marrocos - Rio de Janeiro, Brasil - Roma, Itália - São José, Costa Rica - São João, Porto Rico - São Salvador, El Salvador - Santiago do Chile, Chile - Santo Domingo, República Dominicana - Saraievo, Bósnia e Herzegovina - Sófia, Bulgária - Tegucigalpa, Honduras - Trípoli, Líbia - Varsóvia, Polônia |

## Divisão administrativa
A cidade de Madrid é governada pelo Ayuntamiento de Madrid, cujos representantes são eleitos, de quatro em quatro anos, por sufrágio por todos os cidadãos maiores de 18 anos. Esse órgão é presidido pelo alcaide de Madrid; o alcaide é, desde junho de 2015, Manuela Carmena. Madrid está dividida administrativamente em vinte e um distritos municipais, que por sua vez estão divididos em bairros. Cada um dos distritos é governado pela Junta Municipal de Distrito respectiva. A última divisão administrativa de Madrid data de 1988. Os actuais distritos municipais de Madrid, e respectivos bairros, são:[carece de fontes?]
1. Centro, Palácio, Embajadores, Cortes, Justicia, Universidad, Sol.
2. Arganzuela, Paseo Imperial, Acacias, Chopera, Legazpi, Delicias, Palos de Moguer, Atocha
3. Retiro, Pacífico, Adelfas, Estrella, Ibiza, Jerónimos, Niño Jesús.
4. Salamanca, Recoletos, Goya, Fuente del Berro, Guindalera, Lista, Castellana.
5. Chamartín, El Viso, Prosperidad, Ciudad Jardín, Hispanoamérica, Nueva España, Castilla.
6. Tetuán, Bellas Vistas, Cuatro Caminos, Castillejos, Almenara, Valdeacederas, Berruguete.
7. Chamberí, Gaztambide, Arapiles, Trafalgar, Almagro, Vallehermoso, Ríos Rosas.
8. Fuencarral-El Pardo, El Pardo, Fuentelarreina, Peñagrande, Barrio del Pilar, La Paz, Valverde, Mirasierra, El Goloso.
9. Moncloa-Aravaca, Casa de Campo, Argüelles, Ciudad Universitaria, Valdezarza, Valdemarín, El Plantío, Aravaca.
10. Latina, Los Cármenes, Puerta del Ángel, Lucero, Aluche, Las Águilas, Campamento, Cuatro Vientos.
11. Carabanchel, Comillas, Opañel, San Isidro, Vista Alegre, Puerta Bonita, Buenavista, Abrantes.
12. Usera, Orcasitas, Orcasur, San Fermín, Almendrales, Moscardó, Zofio, Pradolongo.
13. Puente de Vallecas, Entrevías, San Diego, Palomeras Bajas, Palomeras Sureste, Portazgo, Numancia.
14. Moratalaz, Pavones, Horcajo, Marroquina, Media Legua, Fontarrón, Vinateros.
15. Ciudad Lineal, Ventas, Pueblo Nuevo, Quintana, La Concepción, San Pascual, San Juan Bautista, Colina, Atalaya, Costillares.
16. Hortaleza, Palomas, Valdefuentes, Canillas, Pinar del Rey, Apóstol Santiago, Piovera.
17. Villaverde, Villaverde Alto-Casco Histórico de Villaverde,[49] San Cristóbal, Butarque, Los Rosales, Los Ángeles.
18. Villa de Vallecas, Casco Histórico de Vallecas, Santa Eugenia, Ensanche de Vallecas.[49]
19. Vicálvaro, Casco Histórico de Vicálvaro, Valdebernardo, Valderrivas, El Cañaveral.[49]
20. San Blas, Simancas, Hellín, Amposta, Arcos, Rosas, Rejas, Canillejas, Salvador.
21. Barajas, Alameda de Osuna, Aeropuerto, Casco Histórico de Barajas, Timón, Corralejos.

## Economia

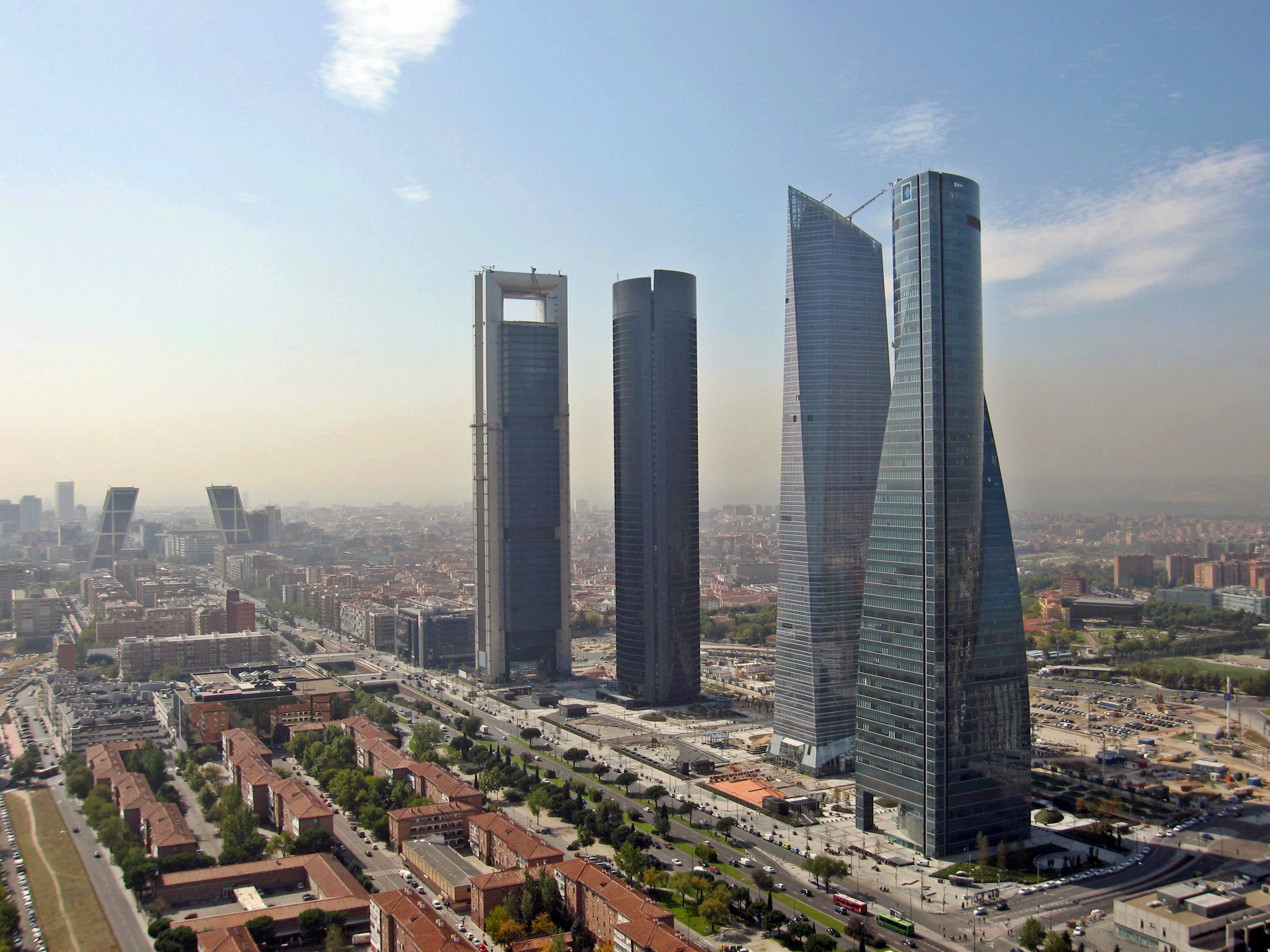
Cuatro Torres Business Area, os maiores e mais modernos arranha-céus da Espanha

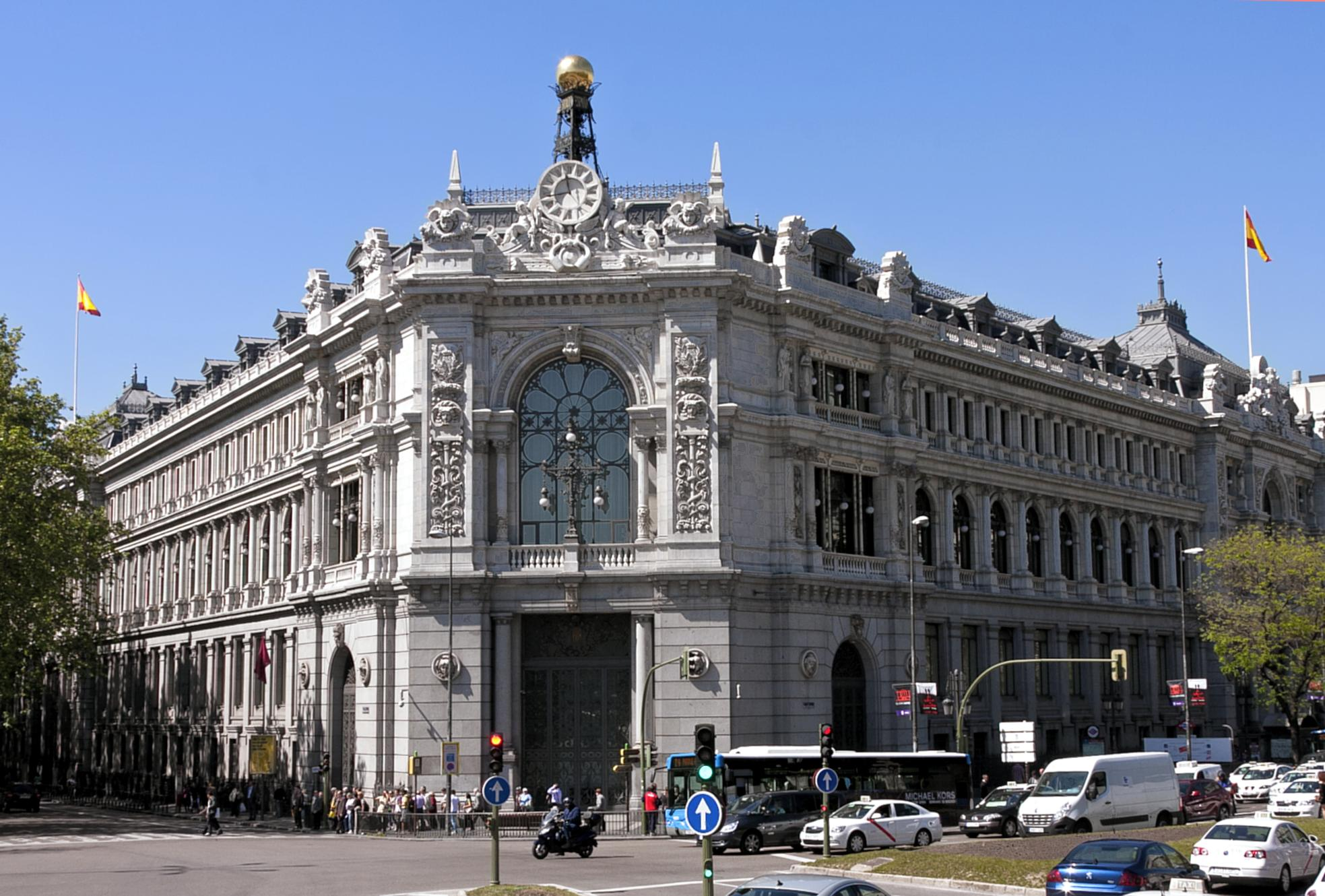
Sede do Banco de Espanha

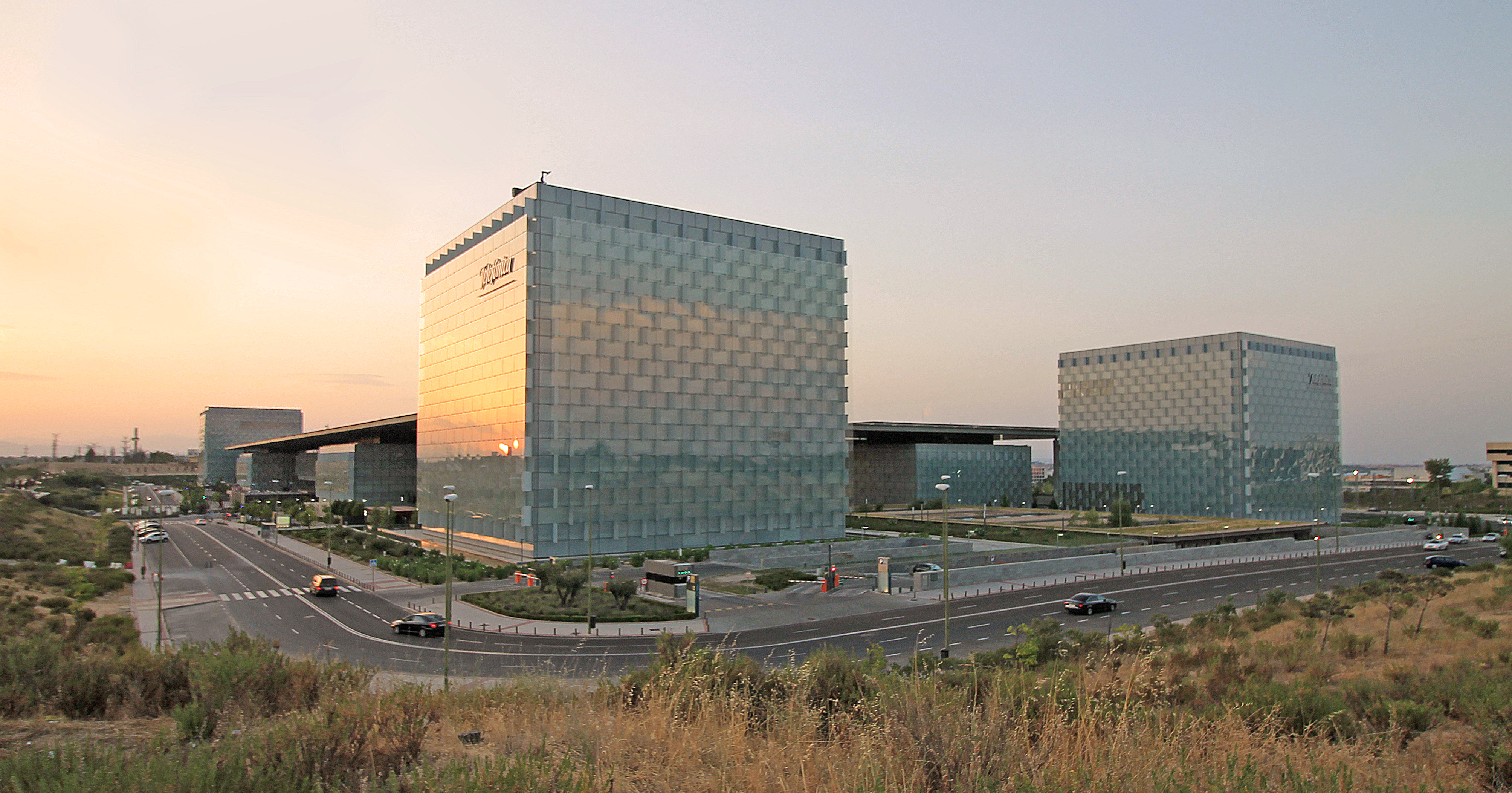
Sede da Telefónica no distrito de Fuencarral-El Pardo

Durante o final da Idade Média, Madrid experimentou um crescimento astronômico como conseqüência de sua criação como a nova capital do Império Espanhol. Enquanto a Espanha (assim como muitos outros países europeus) centralizava a autoridade real, a cidade ganhou maior importância como centro de administração para o Reino de Espanha. Ela evoluiu para se tornar um importante núcleo de atividade artesanal e que eventualmente experimentou uma revolução industrial durante o século XIX. A cidade conseguiu ainda mais avanços na expansão durante o século XX, especialmente após a Guerra Civil Espanhola, alcançando os níveis de industrialização encontrados em outras capitais europeias. A economia da cidade era então centrada em diversas indústrias, tais como os relacionados com veículos automóveis, aviões, produtos químicos, aparelhos eletrônicos, produtos farmacêuticos, alimentos processados, materiais impressos e artigos de couro.
Durante o período de 1992 a 2006, Madrid experimentou um crescimento muito significativo em seu setor de serviços. O mais notável destes serviços eram aqueles voltados para empresas, seguido dos relacionados aos transportes e comunicações, bens e serviços financeiros. Estes quatro grupos geraram 51% do valor acrescentado bruto para a economia de Madrid e 62% do valor acrescentado bruto para o setor de serviços. A importância do Aeroporto de Barajas para a economia da cidade é substancial. A construção de habitações e obras públicas, como as rodoaneis e a rede ferroviária, constituiu um dos principais pilares da economia de Madrid até 2006. Quando a Espanha tornou-se um país politicamente mais descentralizado, Madrid assumiu um perfil administrativo menor em comparação com o resto da nação espanhola. Mesmo assim, a Comunidade de Madrid (centrada sobre a cidade de Madrid) obteve o maior crescimento econômico entre todas as regiões espanholas entre 2004 e 2006. Sua taxa de crescimento foi maior do que a do país em 1,4% e da Zona Euro em 13%, durante o período entre os anos de 2000 e 2006.
Madrid tornou-se a 23.ª cidade mais rica do mundo e a terceira mais rica da Europa ao considerar o tamanho do seu produto interno bruto (PIB) absoluto. A produção econômica da cidade em 2005 foi de 201,5 bilhões de dólares, atrás das cidades consideravelmente maiores, como Paris (460 bilhões de dólares) e Londres (452 bilhões de USD), e à frente de Moscou e Barcelona. Além disso, em relação ao PIB per capita, a região de Madrid é a mais rica da Espanha e uma das mais ricas da Europa. Com 133,9% acima da média europeia de 25 800 EUR, Madrid está à frente de todos os outros oito regiões espanholas acima de 100%. Da mesma forma, Madrid está a apenas 97,8% do poder de compra de Nova Iorque.[carece de fontes?]
A capital espanhola é líder financeira global, entre os cinco principais centros comerciais da Europa. O PIB, a taxa de câmbio e o forte e estável mercado de títulos, juntamente com um alto padrão de vida, colocam esta cidade ao lado das cidades mais importantes da Europa, como Londres, Paris, Frankfurt e Amsterdã. Madrid é a cidade da Península Ibérica que atrai a maioria dos investimentos estrangeiros e vagas de emprego. O salário médio em Madrid em 2007 foi de 2 540 EUR, claramente acima da média espanhola de 2 085 EUR. Em termos de receita líquida, a cidade também fica em primeiro lugar na Espanha e 28º no mundo.

## Infraestrutura

### Transportes

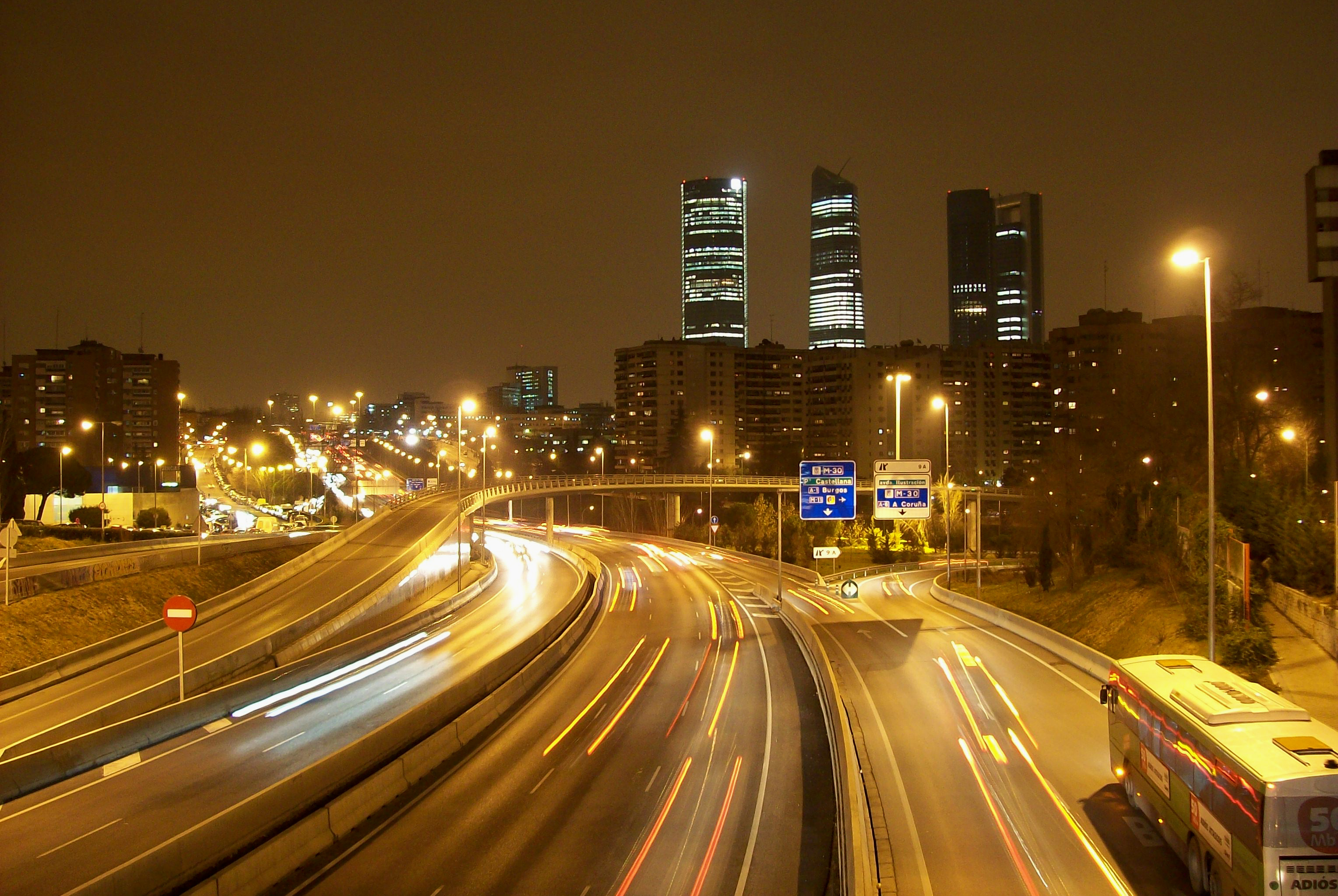
Rodovia M-30 no norte de Madrid

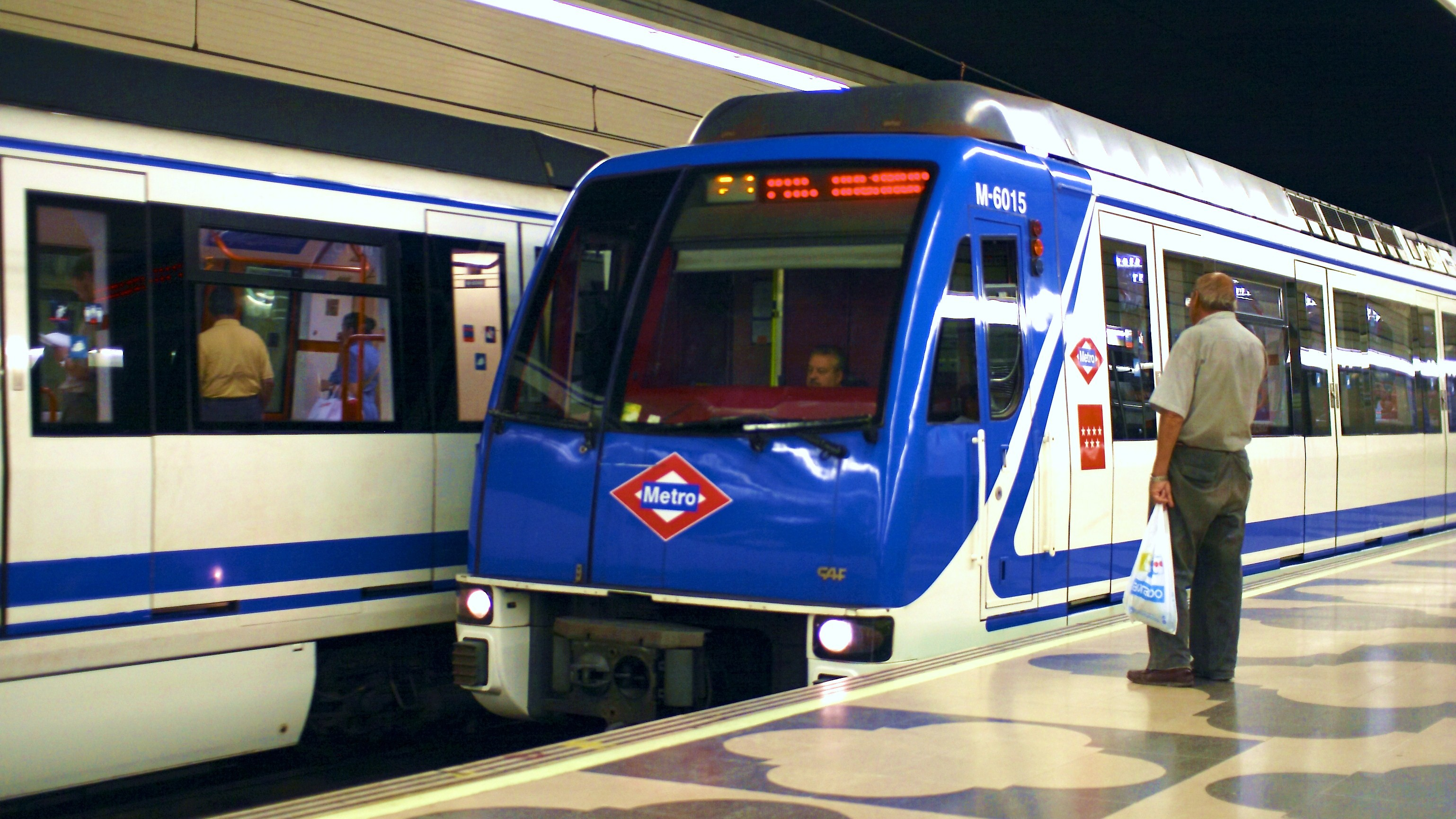
Metro de Madrid

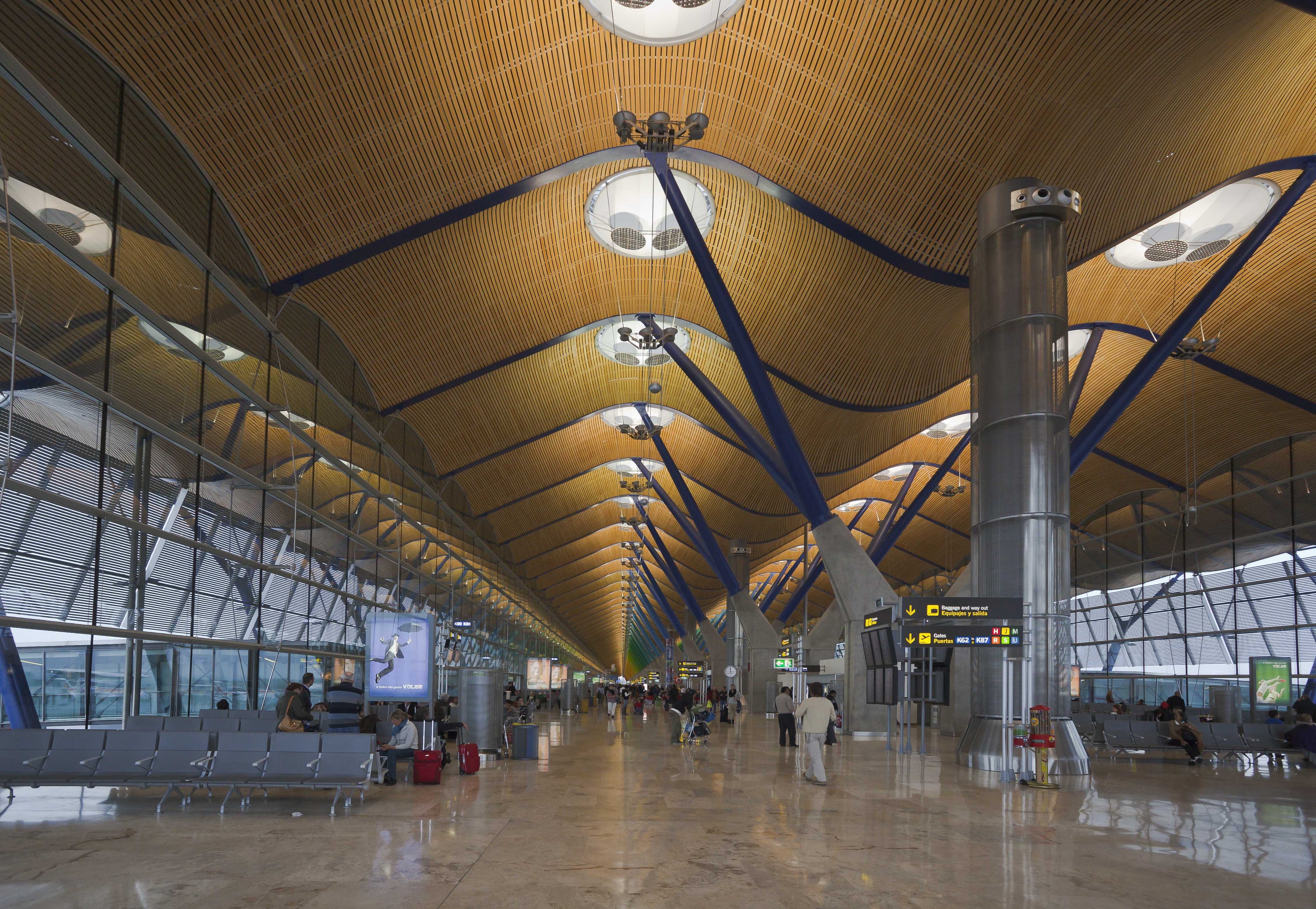
Interior do Terminal 4 (T4) do Aeroporto Internacional de Barajas

A cidade de Madrid tem uma rede de transportes bastante vasta e completa. Os vários meios de transporte, e respectivas infraestruturas, estão organizados de forma a reduzir substancialmente o trânsito automóvel na capital, possibilitando uma rápida circulação, quer de quem circula dentro da cidade, quer de quem se desloca desde a periferia. O metro, o comboio e os autocarros são os mais importantes transportes públicos.[carece de fontes?]
O Metro de Madrid serve os mais de três milhões de habitantes e é uma das redes em maior expansão em todo o mundo. Tem uma ligação à rede que serve a zona sul da cidade, a Metrosur, e é actualmente o segundo maior sistema de metropolitano da Europa ocidental, sendo o primeiro o de Londres. A Cercanías Madrid é a rede de comboios urbanos da Renfe. Serve de certa forma para complementar a rede de metropolitano pois cobre grande parte da Comunidade de Madrid; chega à maioria dos municípios da área metropolitana, estando ligado ao metro em mais de 20 estações. Em parelelo com estas linhas existe uma rede nacional de comboios. Em Madrid, os principais terminais são Atocha e Chamartín.
Mais recentemente apareceu a joia da coroa da rede de comboios espanhola — o Comboio de alta velocidade Alta Velocidad Española (AVE). Actualmente, prevê-se a construção de 7 000 km centrados em Madrid. Os principais objectivos são de juntar as cidades capitais de província. Algumas dessas linhas estão já em funcionamento.
Existe na cidade de Madrid uma rede de autocarros urbanos gerida pelo Consórcio de Transportes de Madrid e pela Empresa Municipal de Transportes de Madrid, que opera na cidade interagindo com os outros meios de transporte. Conta com mais de 1 994 veículos e 194 carreiras. No que diz respeito ao transporte privado, a cidade está ligada ao resto do país por várias auto-estradas que têm um percurso radial. Madrid tem ainda uma série de estradas circunvalatórias, tais como a M-30, que delimita a coroa central da cidade, a M-40 nos bairros residenciais da cidade, a M-45, que contorna o município, e a M-50, que percorre a área metropolitana. Estas auto-estradas servem para descongestionar o centro da cidade.[carece de fontes?]
Madrid é servida pelo Aeroporto Internacional de Barajas. Barajas é o eixo principal da linhas aéreas Iberia. É um dos principais aeroportos da Península Ibérica para a Europa e para o resto do mundo. O volume de passageiros actual é de 40 milhões por ano, estando assim presente na lista dos vinte aeroportos mais agitados do mundo. Com um crescimento anual de 10%, uns quarto e quinto terminais estão em processo de construção. É esperada uma redução dos atrasos e o dobro da capacidade do aeroporto. Duas novas pistas de aterragem-descolagem estão também a ser construídas, fazendo de Barajas um aeroporto de quatro pistas.[carece de fontes?]

### Educação

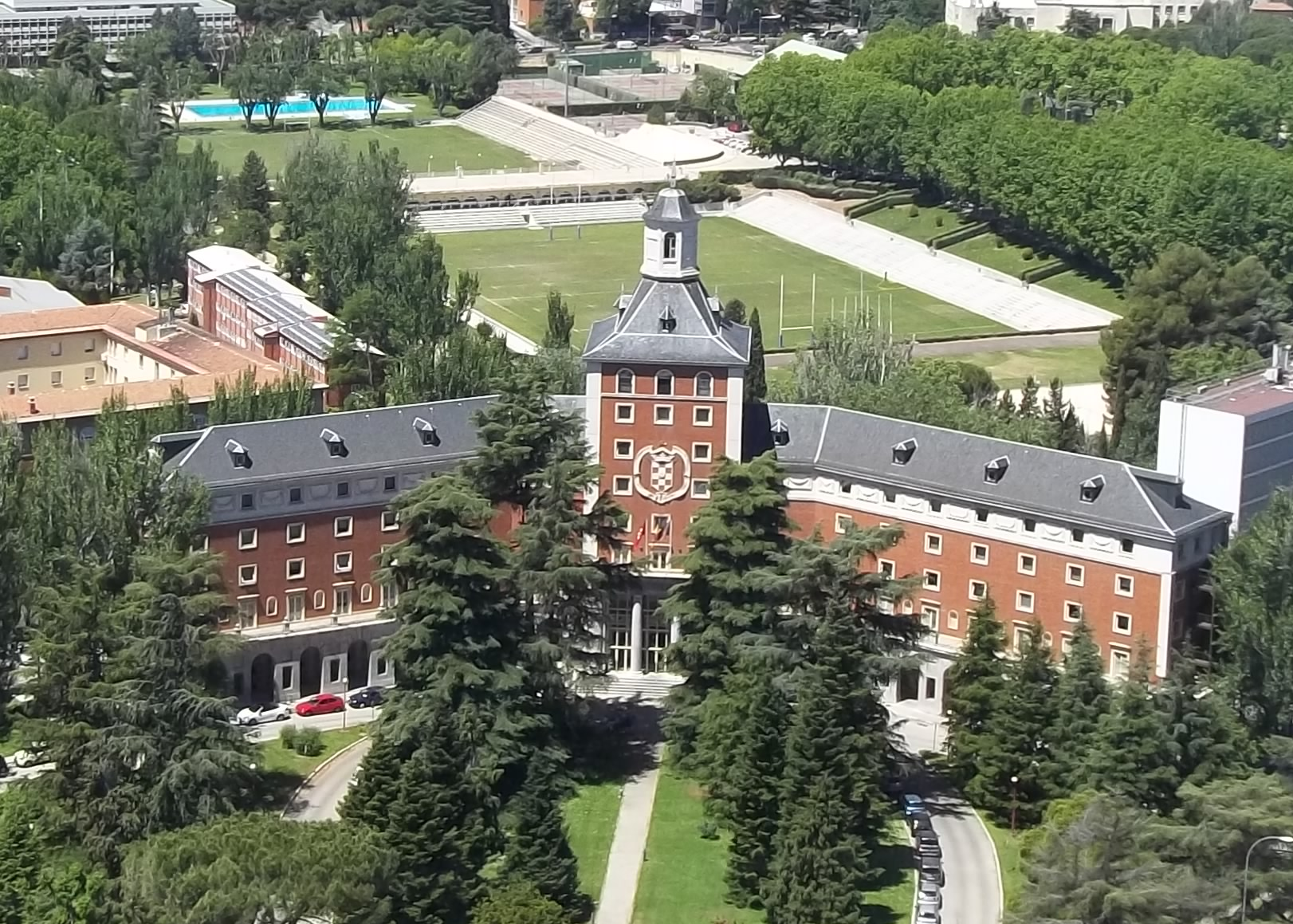
Universidade Complutense de Madrid, fundada em 1293

A educação em Madrid depende do Conselho de Educação da Comunidade de Madrid, que assume as competências da educação a nível regional.
Estima-se que haja perto de 167 000 alunos no ensino infantil, 320 800 no ensino primário, 4 500 no ensino especial, e à volta de 50 000 em cursos de formação profissional. Relativamente ao ensino superior estudam perto de um milhão de alunos, sendo que 600 000 estão em universidades públicas, 410 000 em privadas.[carece de fontes?]
A Comunidade de Madrid é sede de seis universidades públicas regionais no âmbito nacional: Universidade Complutense de Madrid; Universidade Autónoma de Madrid; Universidade Politécnica de Madrid; Universidade Carlos III de Madrid e Universidade Rey Juan Carlos. Também sede da Universidade Nacional de Educação à Distância (UNED) e do Conselho Superior de Investigações Científicas (CSIC), do Centro Nacional de Investigações Cardiovasculares (CNIC), das diversas Academias espanholas e da Biblioteca Nacional. No distrito de Moncloa está instalada a Cidade Universitária de Madrid, um bairro no qual se concentram a maior parte das faculdades e escolas superiores das universidades Complutense e Politécnica.[carece de fontes?]

## Cultura

### Museus

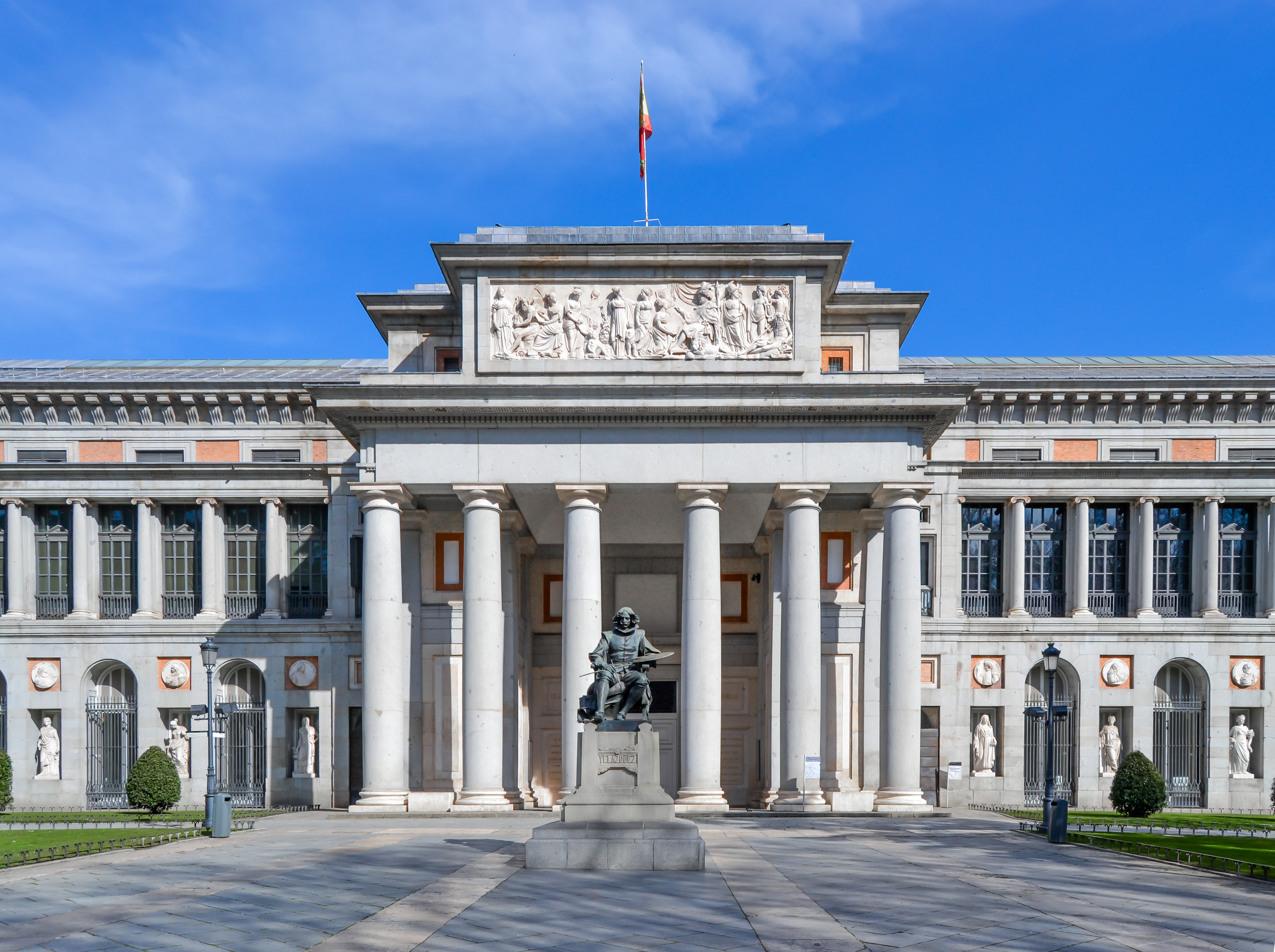
Museu do Prado

A cidade é rica em história e arte; tem em sua posse uma trilogia de museus que representa de forma bastante significativa a evolução da arte ao longo da História da Humanidade. É no Paseo del Prado que se encontra o Triângulo de Ouro da Arte; este inclui o Museu do Prado, o Museu Thyssen-Bornemisza e o Museu Rainha Sofia.
O Museu do Prado é um dos mais importantes museus do Mundo; a sua colecção, centrada na época anterior ao século XX, destaca a arte italiana, espanhola e flamenga. Algumas das obras mais representativas que aí se encontram são As Meninas, A forja de Vulcano, O triunfo de Baco, A maja despida, A vindima, 2 de Maio de 1808, As três Graças, O Jardim das Delícias Terrenas, Carlos V em Mühlberg, entre muitas outras. Existe também no museu um importante conjunto de esculturas clássicas greco-romanas, renascentistas e de outros períodos.
O Museu Thyssen-Bornemisza dispõe de uma das maiores colecções privadas de arte do mundo. As suas colecções estão organizadas por ordem cronológica, começando no Renascimento e terminando no século XX. Estão expostas no terceiro piso obras de mestres italianos, alemães e holandeses do século XVI como Jan Van Eyck, Alberto Durero e Hans Holbein, o Jovem. Existe ainda uma galeria dedicada a Tiziano, Tintoretto, Bassano, El Greco, Bernini e Caravaggio, entre outros. No segundo piso está a coleção de pintura holandesa, desde Frans Hals, do século XVII, a Max Beckmann, do século XX; conta ainda com alguma obras do Realismo, Rococó, Neoclassicismo, Romantismo e Impressionismo. O primeiro piso reúne obras do século XX, desde o cubismo e as primeiras vanguardas, até à Pop Art. Destacam-se algumas obras primas contemporâneas de Picasso, Piet Mondrian, Marc Chagall, Edward Hopper, Salvador Dalí, entre outros.

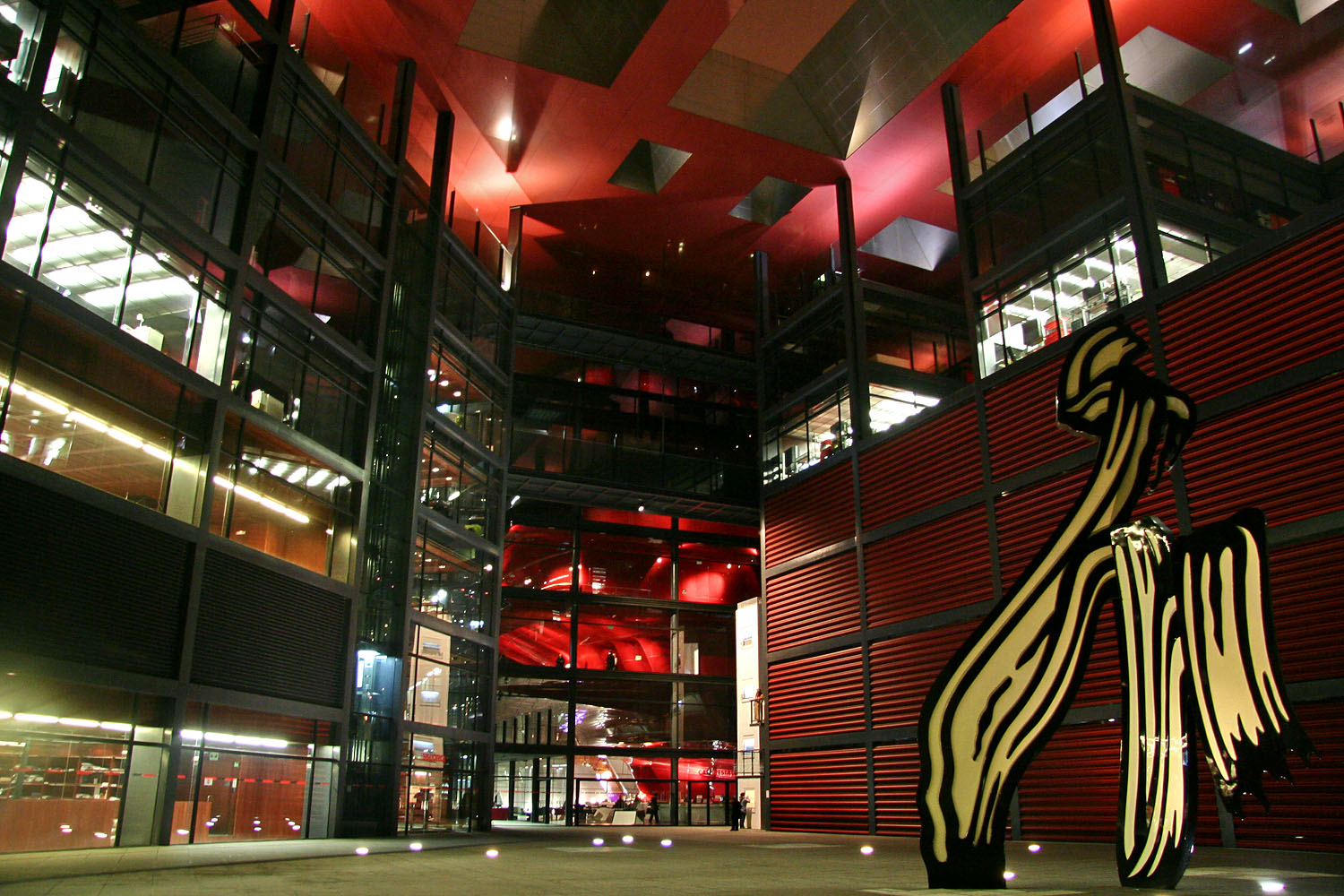
Fachada do Museu Rainha Sofia

O Museu Rainha Sofia é o museu nacional espanhol de arte do século XX. Conta com colecções de Pablo Picasso e Salvador Dalí. A obra mais conhecida do museu é Guernica de Picasso. Também estão expostas aí obras de Juan Gris, Joan Miró, Julio González, Eduardo Chillida, Pablo Palazuelo, Antoni Tàpies, Pablo Gargallo, Lucio Muñoz, Luis Gordillo, Jorge Oteiza, Ouka Leele e José Luis Gutiérrez Solana, entre outros. Tem também uma biblioteca de acesso livre especializada em arte (tem mais de 100 000 livros, 3 500 gravações audio e 1 000 vídeos.).
A Real Academia de Belas-Artes de São Fernando mantém em sua colecção permanente uma grande variadade de obras, nomeadamente espanholas, italianas e flamengas dos séculos XVIII e XIX. Alguns autores representados no museu são Goya (foi até membro desta academia), Murillo, José de Madrazo, Federico de Madrazo, Leandro Bassano, Zurbarán e Vicente López. O Museu Arqueológico de Espanha contém mostras de arte desde a pré-história até ao século XIX, principalmente da Península Ibérica; está organizado em três pisos. Algumas das obras mais importantes são a Dama de Elche, a Dama de Baza, a Dama de Ibiza, o Tesouro de Guarrazar, os Ossos de Napier, o Monumento funerário de Pozo Moro, e uma mostra de mosaicos romanos. Ademais, o museu conta com uma reprodução do teto dos policromos da caverna de Altamira no jardim exterior. O Museu da América é dedicado à arte do continente americano, centrando-se na América pré-colombiana, a etnografía e a arte colonial.[carece de fontes?]

### Pontos turísticos

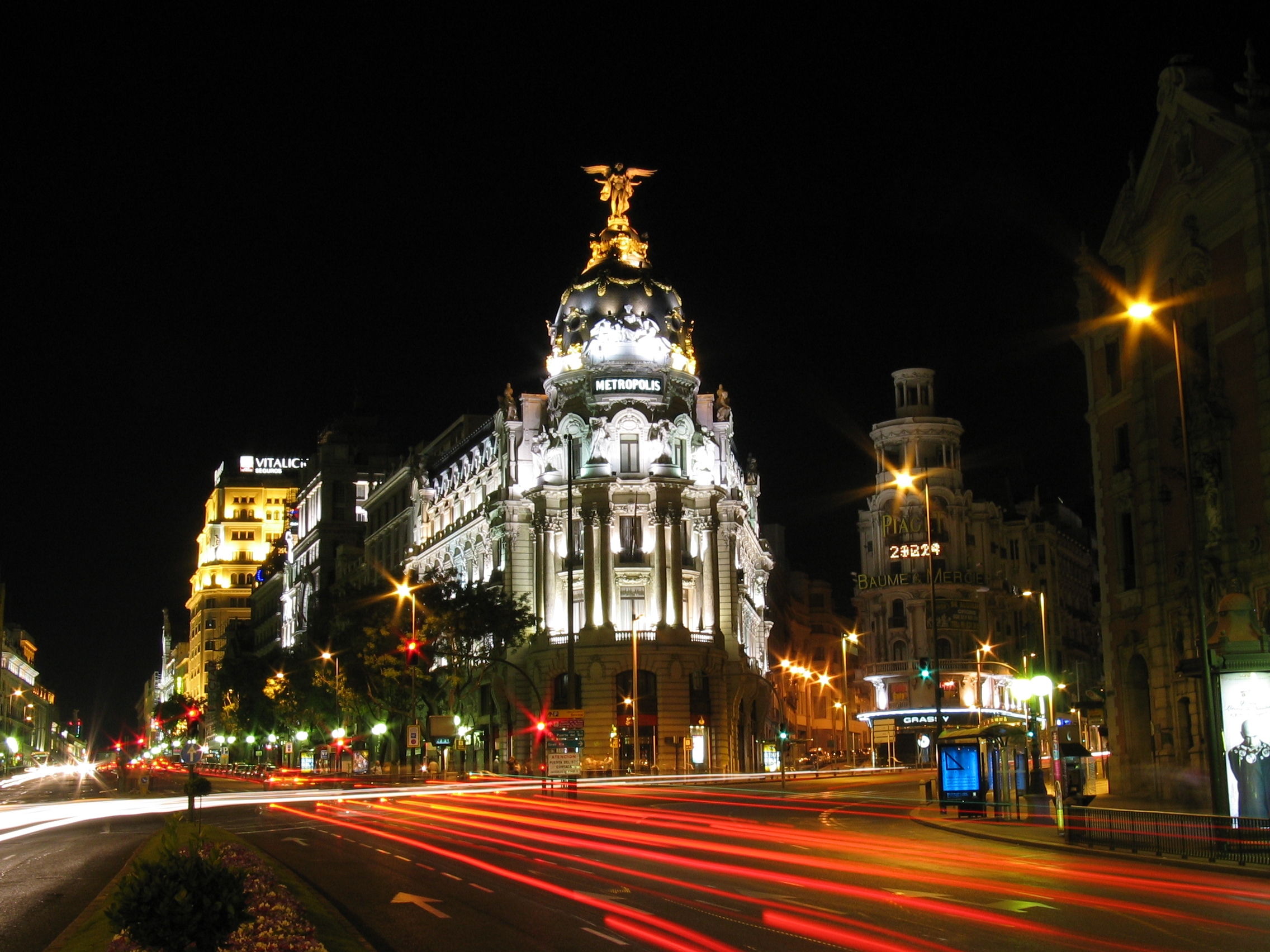
Calle de Alcalá

Madrid foi em 2006 a quarta cidade europeia mais visitada, e a primeira em Espanha. Nesse ano, acolheu quase sete milhões de turistas. A cidade é rica em arte e história, albergando alguns dos museus mais importantes do mundo. Mas não só de arte vive a capital espanhola: o Palácio Real de Madrid, o Parque do Bom Retiro, a Catedral de Almudena, a Praça de Espanha e a Puerta del Sol são locais de elevado interesse turístico e histórico que todos os dias são visitados por centenas de pessoas.
A Praça Maior é um dos locais mais emblemáticos de cidade de Madrid. Situada no centro comercial da cidade, é uma praça portificada de planta rectangular completamente rodeada por edifícios. Existem ao todo nove entradas para a praça. Foi construída durante o período Austríaco. Originalmente o seu nome era Plaza del Arrabal e foi projectada por Juan de Herrera, em 1581, a mando do rei Filipe II, com o fim de remodelar a caótica e atarefada zona. A construção começou só em 1617 durante o reinado de Filipe III. A obra foi deixada ao cargo de Juan Gómez de Mora e foi terminada dois anos mais tarde. Hoje em dia diz-se ser um projecto de Juan de Villanueva, depois de ter reconstruído a praça em 1790 após um grande incêndio. A Praça Maior foi cenário de vários eventos tais como: feiras, touradas e autos de fé. A estátua que se encontra no meio da praça é de Filipe III e data do ano de 1616.

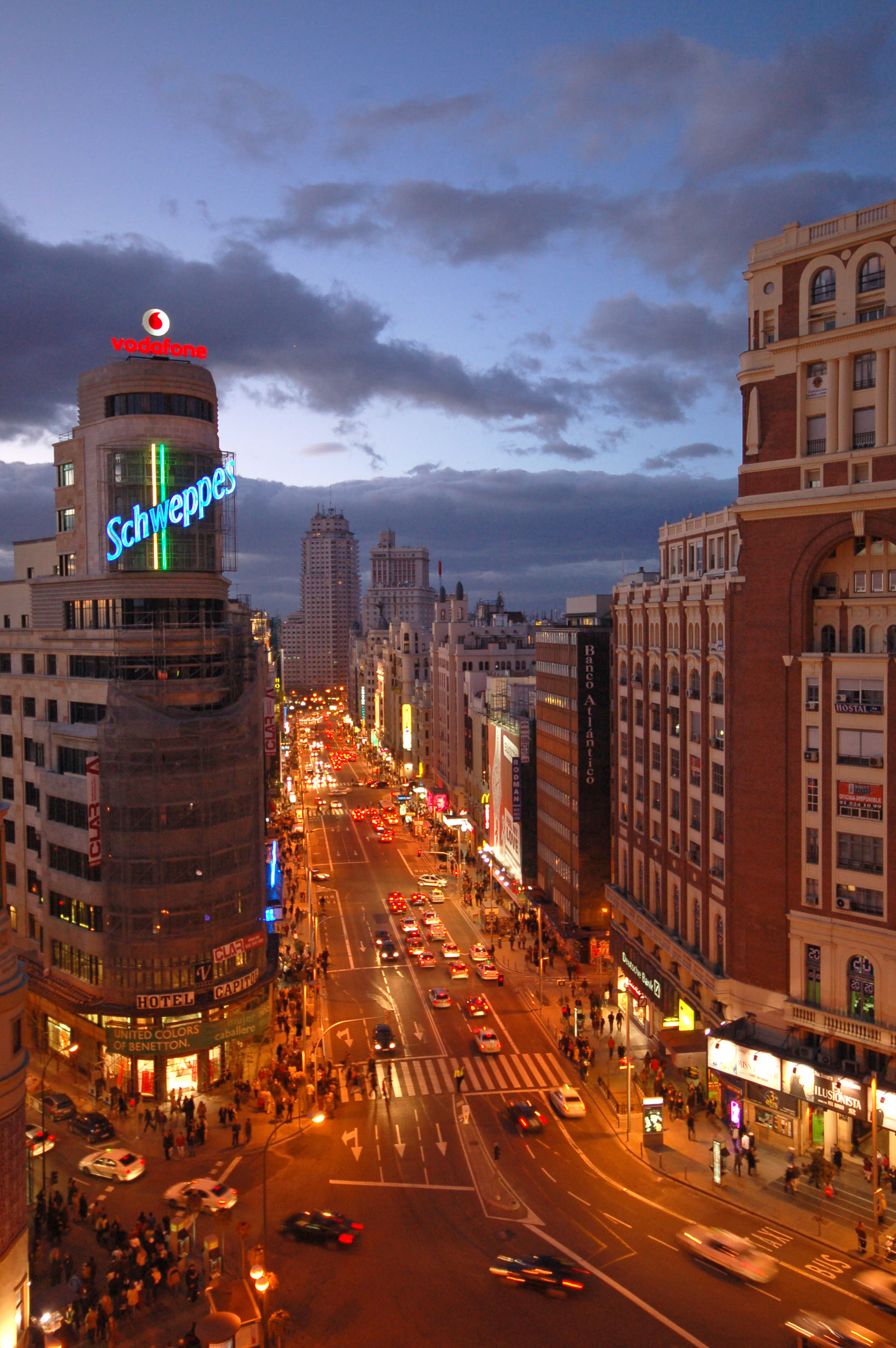
A Gran Vía

A Praça de Espanha (em castelhano Plaza de España) é uma das mais importantes de Madrid, de onde sai a Gran Via, principal artéria da cidade. Contém um conjunto de esculturas que homenageia o escritor Miguel de Cervantes, através de sua famosa personagem Dom Quixote.
A Plaza de Colón em homenagem ao maior navegador ao serviço de Espanha de todos os tempos, Cristóvão Colombo. A praça comemora a era dourada de Espanha (século XVI-XVII). Nesse local estão edificados o Centro Cultural de Madrid e um monumento a Colombo em estilo neogótico, erguido entre 1881 e 1885. A base quadrada suporta um pilar octogonal esculpido pelo escultor Arturo Mélida; no topo do pilar está uma estátua de 3 m de altura do navegador, esculpida em mármore branco por Jerónimo Suñol. O monumento tem uma altura total de 17 m.
O Paseo de la Castellana é uma das principais e mais largas avenidas de Madrid; tem actualmente seis faixas de rodagem centrais e mais quatro laterais. Percorre a cidade desde a Plaza de Colón, e segue para norte. O seu caminho corresponde a curso de um antigo rio que por aí passava. No extremo sul liga-se ao Paseo de Recoletos, que por sua vez se une ao Paseo del Prado; estas três vias formam um eixo importante que percorre a cidade de norte a sul. É também ao longo do Paseo de la Castellana que se erguem os muitos edifícios do complexo financeiro AZCA, o mais importante da cidade, e também, o recente complexo Cuatro Torres Business Area.
A Gran Vía é uma das principais ruas da cidade. Começa na calle de Alcalá e termina na Praça de Espanha. É uma importante área comercial, turística e de lazer, com os seus muitos cinemas, apesar de alguns terem fechado para dar lugar a teatros para musicais, pelo que o troço da Gran Vía, compreendido entre a Plaza del Callao e a Praça de Espanha, seja conhecido como a "Broadway madrilena".
Las Ventas é a maior praça de touros em Espanha, e a segunda a nível mundial, depois da Praça de touros México. Las Ventas foi inaugurada a 17 de junho de 1931, com o nome de Plaza de Las Ventas del Espíritu Santo, por ser o nome da zona nessa época. Começou a funcionar em pleno no ano de 1934.

### Desporto

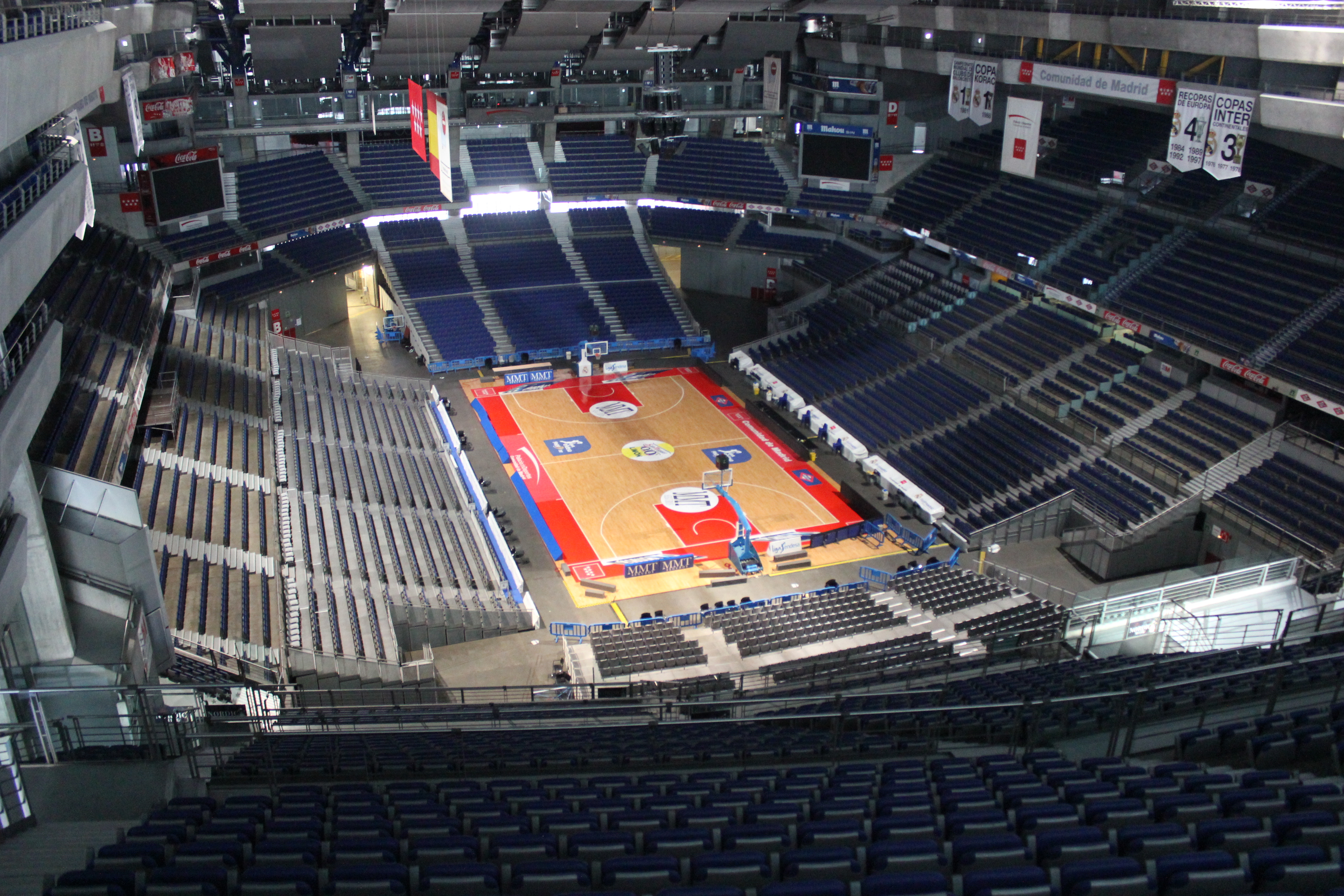
Interior do Palacio de Deportes

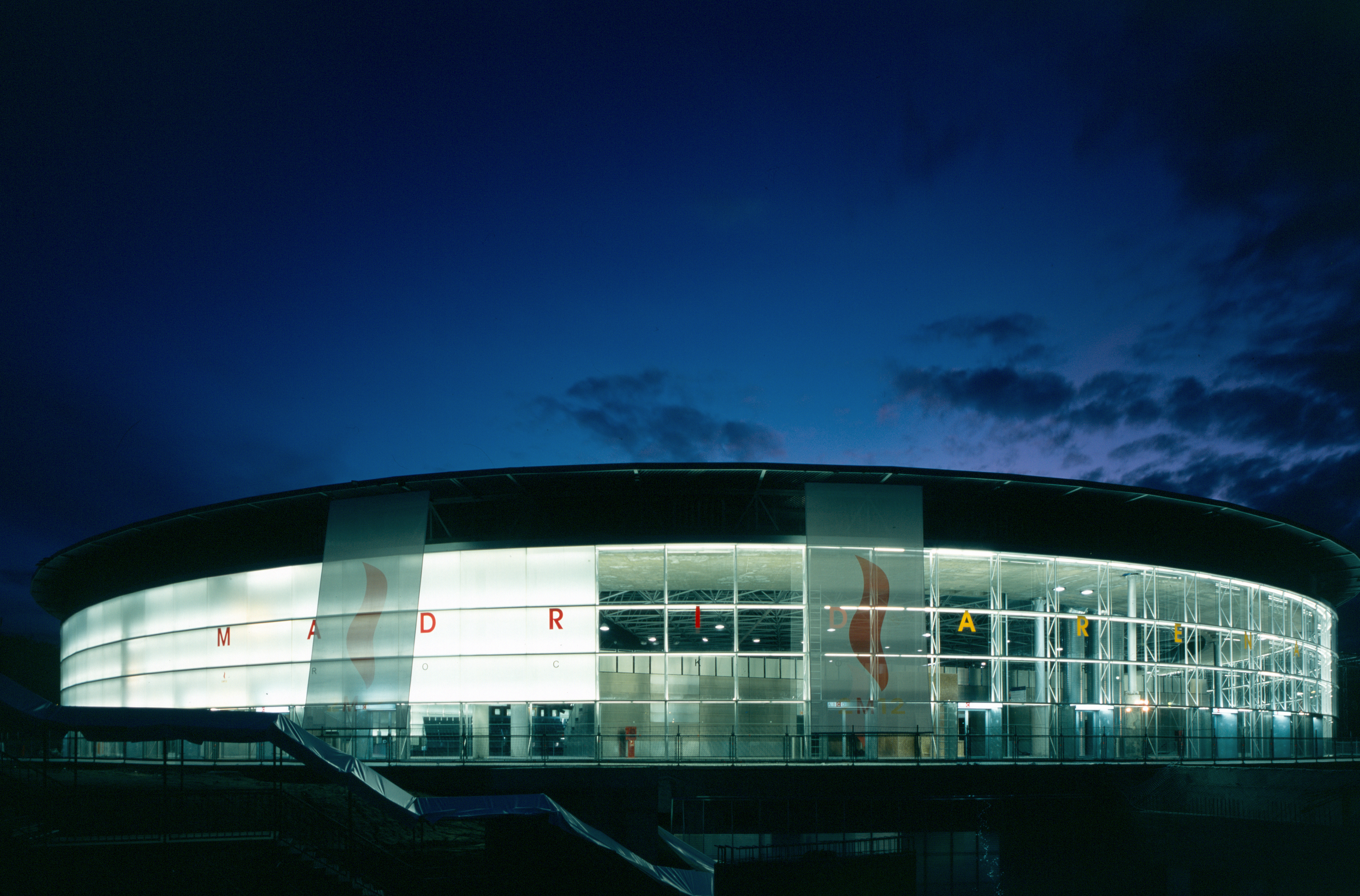
Fachada da Madrid Arena

O desporto rei na capital espanhola é, à semelhança do resto da Espanha, o futebol. Existem na cidade três equipas que jogam na Primera División, o Real Madrid, o Atlético de Madrid e o Rayo Vallecano ; Real Madrid Castilla, filial do Real Madrid, joga na Segunda División B.[carece de fontes?]
O basquetebol é também muito popular. Existem duas equipas na liga ACB, o Real Madrid e os Estudiantes. Em setembro de 2007 realizou-se em Espanha o EuroBasket 2007; a fase final da competição e também alguns jogos da fase de grupos, realizaram-se em Madrid.
No ciclismo, a Vuelta, acabava tradicionalmente em Madrid. No atletismo, a competição mais importante é a San Silvestre Vallecana, corrida de fundo que se realiza em 31 de dezembro. O circuito de Jarama é um autódromo que albergou o Grande Prémio da Espanha durante alguns anos, tendo este[carece de fontes?] depois sido transferido para o Circuito da Catalunha, em Barcelona.
A história da candidatura madrilena à organização dos Jogos Olímpicos remonta a 1965 quando foi apresentada ao Comité Olímpico Internacional (COI) uma candidatura conjunta com Barcelona para albergar a vigésima edição dos Jogos, em 1972. A candidatura espanhola foi rejeitada, em detrimento de Munique. Madrid candidatou-se para os Jogos Olímpicos de Verão de 2012; a candidatura foi promovida durante o mandato do alcaide José María Álvarez del Manzano e continuada pelo sucessor, Alberto Ruiz-Gallardón. O logotipo da candidatura foi desenhado por Javier Mariscal. O COI seleccionou, a 18 de maio de 2004 na cidade suíça de Lausana as cinco cidades candidatas oficiais para a organização dos Jogos Olímpicos de 2012: Madrid, Paris, Londres, Nova Iorque e Moscovo. A 6 de julho de 2005, foi dado a conhecer o resultado da votação, tendo sido Londres a vencedora; Madrid ficou em terceiro lugar. O Comité Olímpico Espanhol renovou a 30 de maio de 2007 a candidatura olímpica da cidade, desta vez para os Jogos Olímpicos de Verão de 2016. Madrid estava concorrendo com Chicago, Rio de Janeiro e Tóquio. Depois de Chicago ser eliminada, as cidades na disputa eram Tóquio, Rio de Janeiro e Madrid. Tóquio foi desclassificada, e o Rio de Janeiro e Madrid foram para as finais. Madrid perdeu para o Rio, que será a cidade-sede dos Jogos Olímpicos de Verão de 2016.[carece de fontes?]